# Klasztor buddyjski
Klasztor buddyjski (chiń. si 寺; kor. sa 사; jap. 寺 ji lub tera; wiet. tự lub chùa) – budynek lub kompleks budynków, w którym przebywają i praktykują mnisi buddyjscy lub mniszki buddyjskie. Jest to centrum religijnego, duchowego i nieraz naukowego życia w buddyzmie.

## Historia

### Indie

#### Kształtowanie się form klasztornych

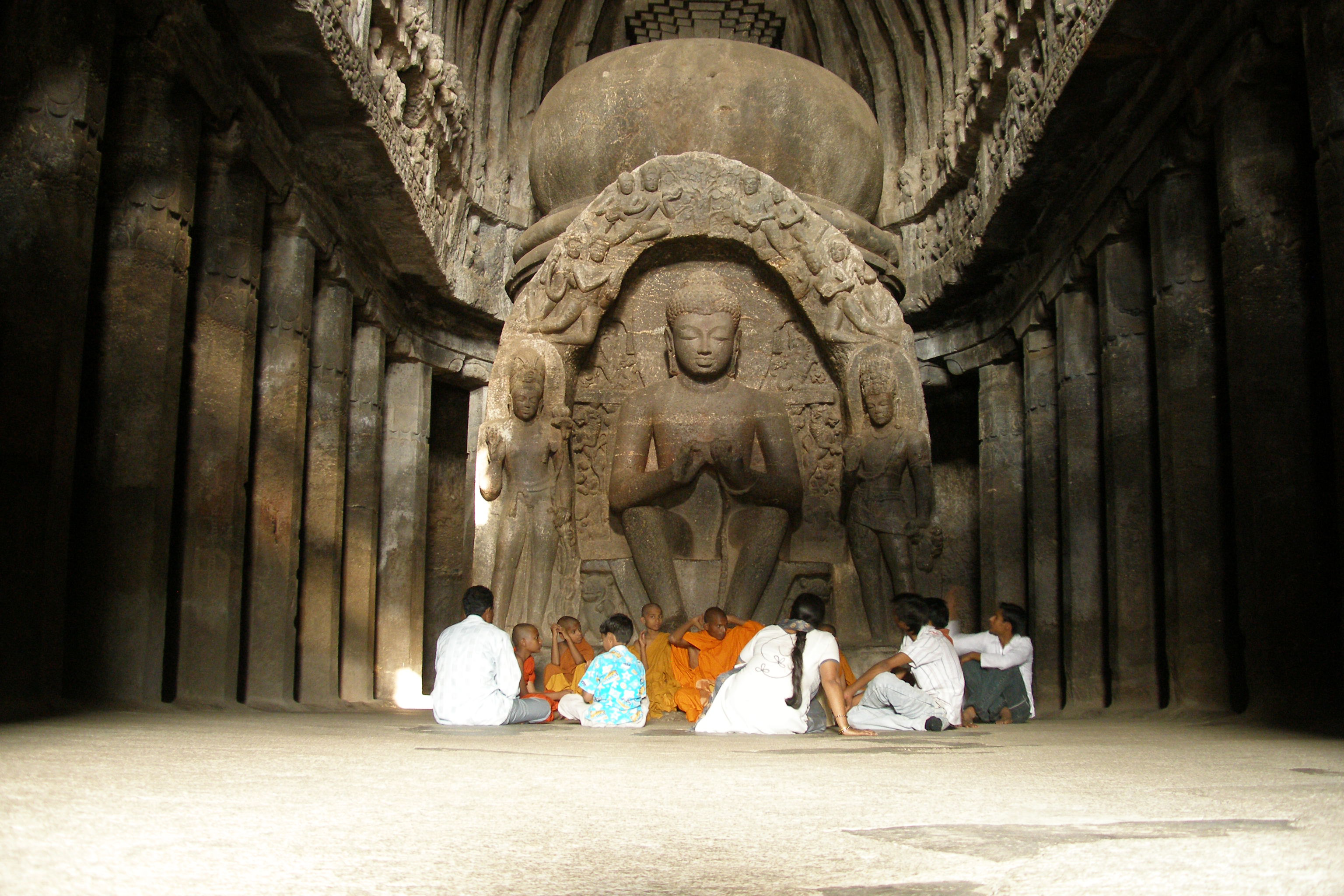
Klasztor typu guha (wykuty w skale) – Ellura

Tradycje ascetyczne istniały w Indiach już wcześniej (pieczęć z Harappy – okres pom. 2500 a 1500 r. p.n.e. – przedstawia postać pogrążonego w medytacji. Hymny Rygwedy (skt. trl. Veda) opisują munich i keśina – a nie wspominają o mnichach i klasztorach. Natomiast upaniszady, będące w opozycji do rytualistycznego braminizmu, wymieniają cały szereg sanskryckich określeń takich jak bhikszu, sannjasin, pariwradźaka, awadhuta i paramahansa), to dopiero zakon buddyjski – sangha – stał się organizacją masową. Buddyzm nie uznawał systemu kastowego i każdy mógł zostać mnichem.
Wczesne upaniszady wpłynęły zarówno na dżinizm, jak i buddyzm, choć sam Budda nauczał doktryny anatmana. Buddyzm doprowadził do powszechnego humanistycznego ruchu. Zdołał on w ciągu swojego rozwoju przeniknąć całą strukturę socjo-religijnych zwyczajów i skatalizował proces sublimacji istniejącego społecznego fermentu i rewolty przeciwko rytualnemu i ekskluzywnemu braminizmowi.
W czasach Buddy Śakjamuniego (566/563–483/486 r.p.n.e.) i później buddyjscy mnisi wędrowali z miejsca na miejsce z wyjątkiem okresów pory deszczowej. Zakon buddyjski był wówczas zakonem typowo żebraczym i wędrownym. Ideą Buddy było ustanowienie zakonu (skt sangha), który byłby jednym ciałem (samāggatta) złożonym z mnichów (pal. bhikkhu, skt. bhikṣu) ze wszystkich stron i regionów (pal. cātuddisa bhikkhu sangha), organizacji dość scentralizowanej. Jednak już za jego życia sangha zaczęła się coraz bardziej atomizować (chociaż starano się zachować centralizm). Proces rozluźniania się jedności stał się wyraźniejszy, gdy do zakonu zaczęło wstępować coraz więcej wyznawców. Odległe od siebie, regionalne ośrodki zaczęły się po prostu wzmacniać.
Aby przetrwać okres pory deszczowej, mnisi gromadzili się w miejscach, z reguły fundowanych przez świeckich wyznawców zwanych āvāsa i ārāma. Nazywano to vassāvāsa (przebywaniem, mieszkaniem w zgodzie). Z tej idei narodził się buddyjski monastycyzm. Budda naciskał także na dystansowanie się wtedy od wszelkich innych sekt ascetycznych. Vassāvāsa zaczęła być wykorzystywana do corocznych introspekcji, wyznań (spowiedzi), uzgadniania spraw doktrynalnych itd. Āvāsa – to termin odnoszący się do improwizowanego i tymczasowego miejsca zgromadzeń w rejonach wiejskich. Ārāma była miejscem w pobliżu miasta i zakładano ją na terenach fundowanych sandze buddyjskiej. Początkowo mnisi budowali sobie chatki, które były wzorowane na najbiedniejszych domach w Indiach. Jednak stopniowo konstrukcje stawały się coraz trwalsze, aż w końcu sama idea wędrownych mnichów zamieniła się ideę coenobium – klasztoru i wspólnoty klasztornej.
Początkową ideą było wspólne przebywanie wyłącznie podczas trzech miesięcy pory deszczowej (zaczynała się ona w miesiącu Āṣādha purnīmā, czyli w połowie czerwca). Początkowe tymczasowe pomieszczenia zaczęły się stawać stopniowo coraz trwalsze; jedną z przyczyn było to, że aramy były fundowane, a więc znajdowały się w posiadaniu buddyjskim przez cały czas. To zachęcało do budowy trwałych budynków, w których ciągle przebywali jacyś mnisi. Cullavagga dostarcza informacji, że pierwsze klasztory powstały jeszcze za życia Buddy. Ta transformacja została zakończona już w V w. p.n.e. Pojedyncze schronienia mnichów zwano wiharą (skt vihāra). Gdy idea ārāmy jako stałego miejsca pobytu zatriumfowała nad āvāsą, wihary dały początek pierwszym zorganizowanym klasztorom czy konwentom, zwanym sangharamą (skt. saṇghārāma) Sanghi zaczęły nosić nazwy od nazw ārām wziętych z rejonu, gdzie się znajdowały. Aby wspólnota mogła egzystować konieczne stało się wybudowanie nowych pomieszczeń czy budynków. I tak pojawiły się upatthāna-sālā (sala lub dom zgromadzeń), parivena (cele mnisie), kotthaka (pokoje, pomieszczenia), vihāra (mnisie kwatery) itd.
Ten ostatni termin stopniowo poszerzał swoje znaczenie i w końcu przybrał całkowicie błędne znaczenie klasztoru, chociaż prawidłowym terminem oznaczającym klasztor jest lena. Termin ten pochodzi od sanskryckiego słowa layana oznaczającego prywatne pomieszczenie czy mieszkanie. Cullavagga zawiera podział lena na pięć strukturalnych rodzajów: guhā, vihāra, addhayoga, pāsāda i hammiya. Najpopularniejszym stylem stała się vihāra (konstrukcja parterowa składająca się z wielu pariven, czyli pojedynczych cel mnisich), pāsāda najpewniej była kilkupiętrowym budynkiem, addhayoga prawdopodobnie dała początek pagodzie, hammiya była chyba zbliżona do pāsādy, jednak na górze posiadała strych. Guhā – to klasztor wydrążony w skale – ta forma przetrwała od III wieku p.n.e. do średniowiecza. Buddhaghosza (IV-V wiek n.e.) – mnich therawady – opisuje w swoich tekstach tylko klasztory typu guha i wihara (inne są tylko wspominane), czyli do IV wieku trzy inne typy leny już nie egzystowały. Ale pasada i addhajoga przetrwały w odległych rejonach buddyjskiego regionu zachodnich Himalajów nawet i po XII w. Pasada stała się wzorem dla wielu klasztorów w takich rejonach jak Spiti, Lahul i Ladakh.
Początkowo klasztory budowano z drewna, potem z cegieł lub kamieni. Z reguły budowane były na planie kwadratu utworzonego przez cztery boki z cel, których wejścia wychodziły na dużą wewnętrzną salę. Później często klasztor składał się z dwóch połączonych części: mieszkalnej i świątynnej. Każdy ważniejszy klasztor musiał posiadać ćajtję (skt. caitya) lub stupę jako najważniejsze miejsce kultu.
Najwcześniejsze buddyjskie świątynie w Indiach posiadały jedynie abstrakcyjne symbole czci. Na skutek ewolucji szkół mahajany, te symbole od ok. I wieku n.e. były zastępowane przez wyobrażenia samego Buddy, sceny z jego życia i wyobrażenia z rozrastającego się panteonu różnych bóstw. Rozwinęły się dwa główne typy budowli religijnych: świątynie, które posiadały jedno miejsce oddawania czci (zwykle była to ćajtja) oraz klasztorna vihara, która otaczana była kaplicami i świątyniami. Były pewne wspólne strukturalne elementy, do których należały: portyk wejściowy (symboliczna brama do świętej przestrzeni), sala (budynek) zgromadzeń (mandapa) oraz rejon sanctum (garbagriha), zwykle z przejściem dla pielgrzymów, którzy mogli wykonywać rytualne okrążanie tego miejsca (pradakśinapatha), co przynosiło zasługi.
Porządek codziennego życia mnichów regulowały szczegółowo specjalne przepisy zwane Winają, których było 250, chociaż w połączeniu z mniej ważnymi, liczba reguł sięgała 3000.

#### Wihara

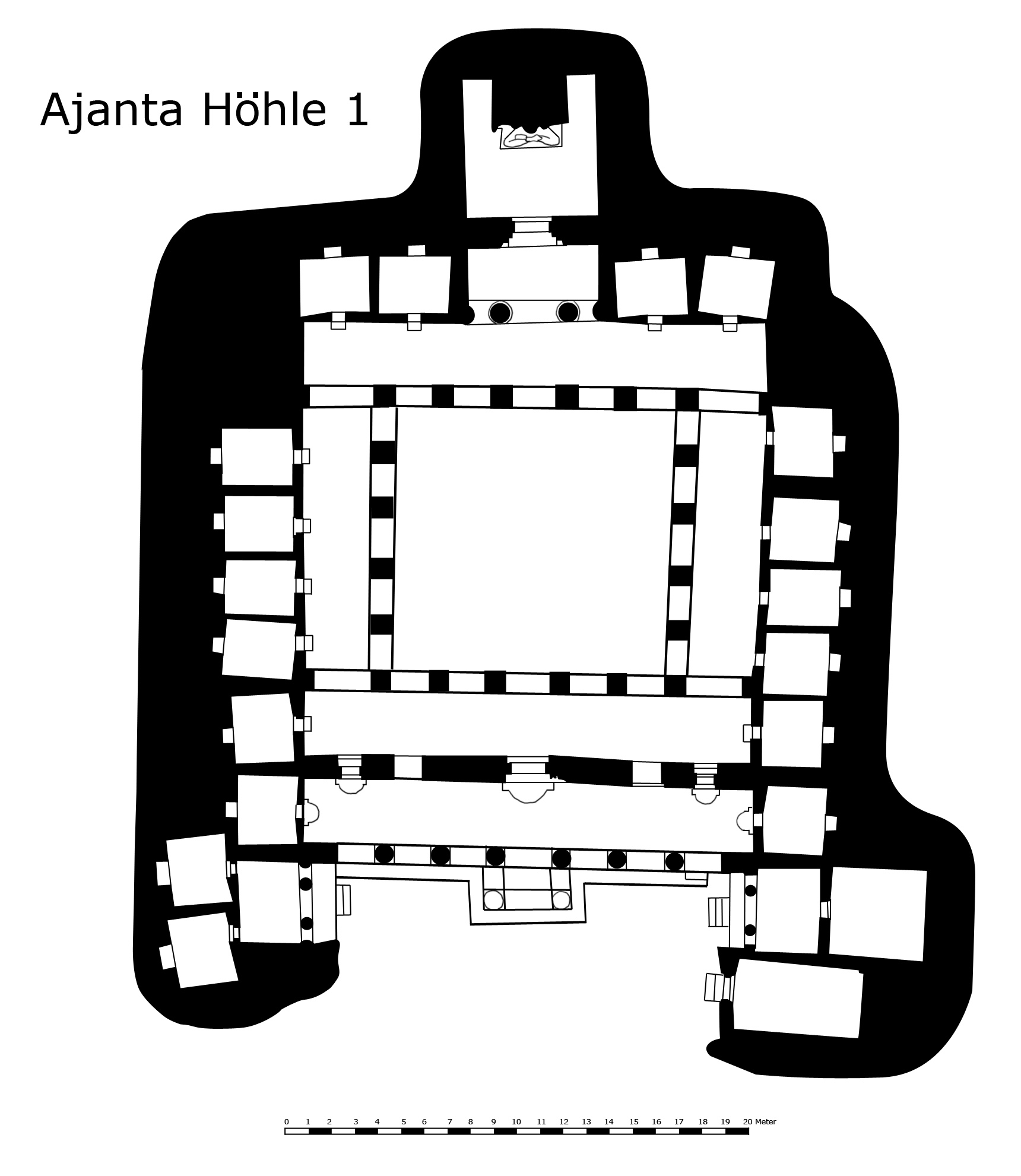
Plan wihary w grocie w Adżancie

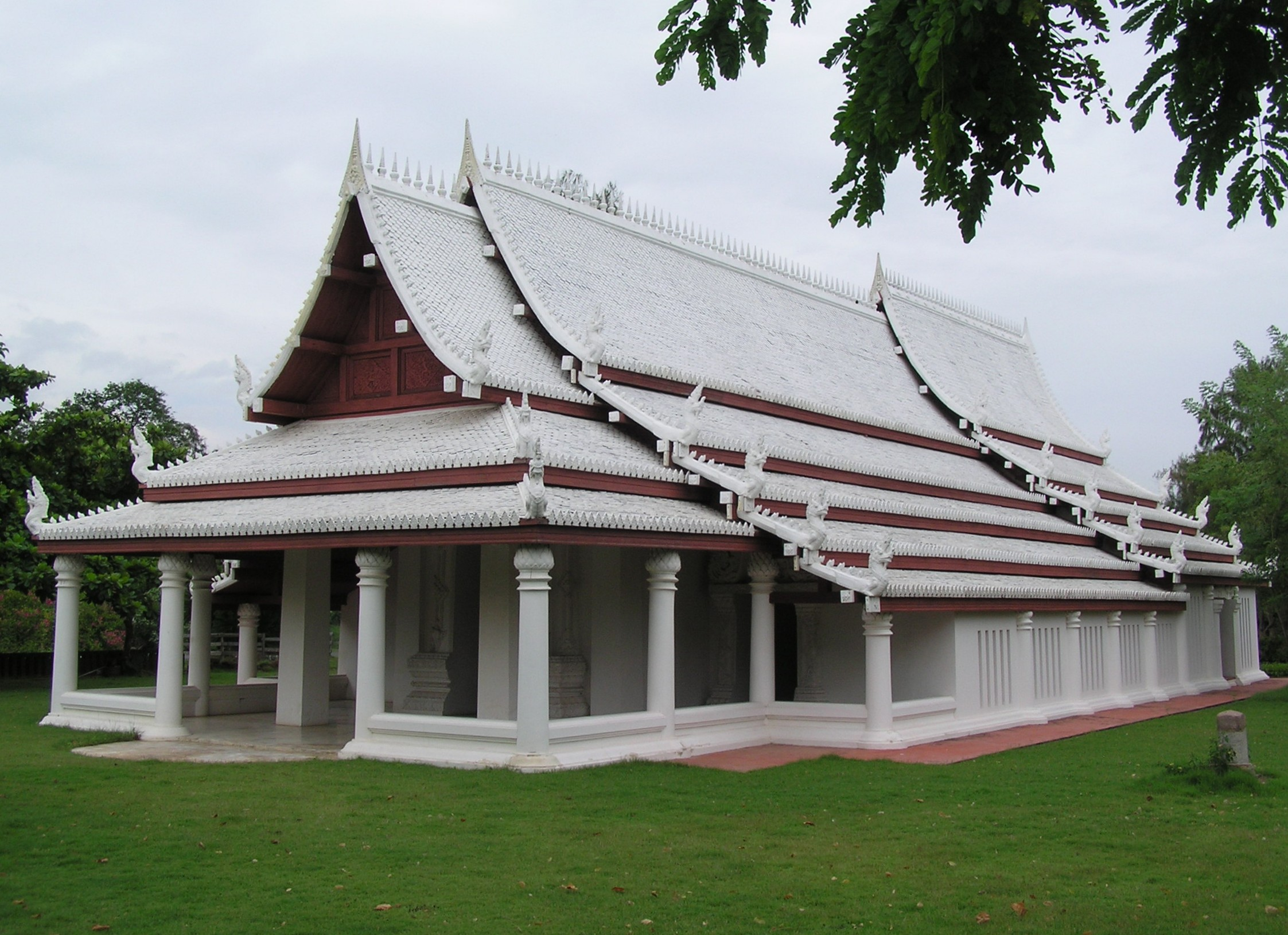
Rekonstrukcja wihary w Sukhotaj w Tajlandii

Klasztorne budowle zwane wihara (sanskr. lub pali vihara: विहार) tłumaczy się jako „schronienie” albo „azyl”, jak to w którym chronili się wędrujący mnisi podczas pory deszczowej.
Pierwotnie słowo wihara było używane wyłącznie na określenie tylko części klasztoru, a mianowicie kwater mnisich. Prawidłowym określeniem klasztoru buddyjskiego była bowiem lena (od słowa layana – prywatne pomieszczenie, mieszkanie). Stopniowo jednak słowo wihara poszerzało swoje znaczenie i w końcu zaczęło oznaczać jeden z pięciu typów leny (klasztoru). Po zaniku czterech jego form konstrukcyjnych (adddhajoga, pasada, hammija i guha) pozostała sama wihara i wyparła nawet prawidłowe określenie klasztoru buddyjskiego.
We wczesnych dekadach buddyzmu wędrujący mnisi tworzący sanghę nie mieli określonego miejsca schronienia. Podczas pory deszczowej (pali. vassa) chronili się w tymczasowych szałasach zbudowanych z drewna, krytych liśćmi. Czasami mogły to być budynki kapliczek (rzadko murowane a częściej drewniane). Aktem szczodrości było nie tylko nakarmienie mnicha, ale także ofiarowanie mu schronienia. (Mitra 1971)
Pierwsze klasztory powstawały spontanicznie dzięki hojnym, bogatym świeckim wyznawcom Buddy. Budowano je w parkach (jak np. Park Gazeli w Varanasi) – wystarczająco blisko ludzkich siedzib aby mnisi mogli prosić o jałmużnę, ale wystarczająco daleko by mieli pod dostatkiem spokoju do medytacji.
Szlaki handlowe były zatem najlepszą lokalizacją dla wihary. Datki od możnych kupców znacznie wspierały lokalne społeczności mnichów. Od I wieku wihary zaczęły przekształcać się w instytucje edukacyjne, wraz z rozwojem misji buddyjskich (Chakrabarti 1995).
Wraz z utworzeniem stałych klasztorów tradycja wędrowania zanikła, jednak nazwa „wihara” pozostała. Niektóre z nich stały się niezwykle ważnymi instytucjami religijnymi, inne przeobraziły się w główne uniwersytety buddyjskie, jak np. Nalanda.
Jedną z bardziej znanych wihar była Maha Vihara na Cejlonie. Był to potężny ośrodek buddyjski – zarówno badawczy, jak i misyjny.
Wygląd wihary był różny w zależności od regionu w którym rozwijał się buddyzm. Jednak cechą wspólną jest zawsze sala do medytacji, często mieszcząca główny posąg Buddy.
Życie w wiharach zostało skodyfikowane i zawarte jest w Winaja-pitace („Koszu Dyscypliny Zakonnej”) – pierwszym zbiorze Tipitaki.
Północnoindyjski rejon Bihar wywodzi swą nazwę prawdopodobnie od słowa „wihara” – być może od dużej liczby klasztorów, które się tam kiedyś znajdowały. Podobnie uzbeckie miasto Buchara.
W Tajlandii słowo „wihara” (wymowa w języku tajskim „wihan”) ma węższe znaczenie i oznacza budynek zgromadzeń na terenie kompleksu świątynnego.

#### Centra monastyczne

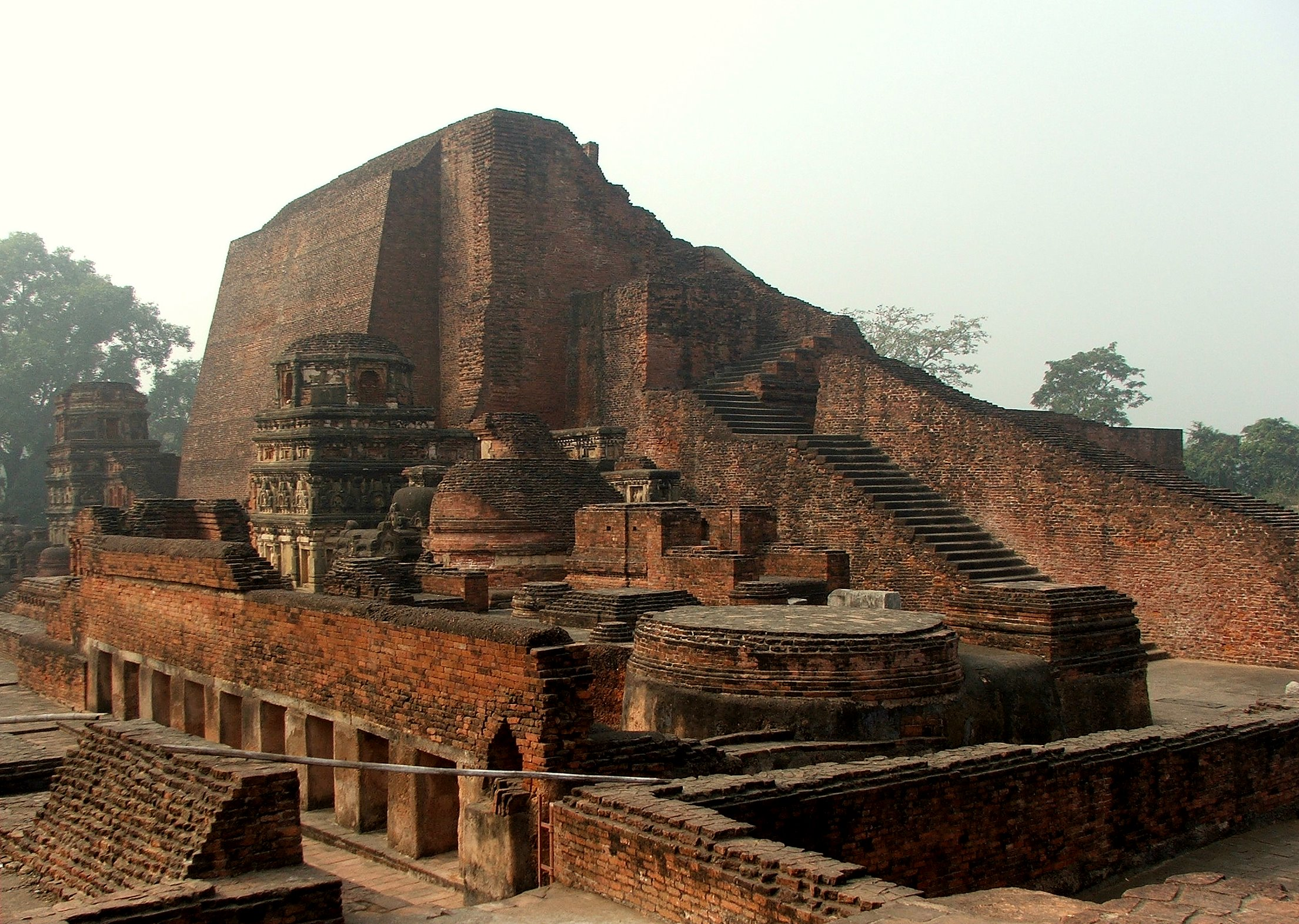
Ruiny klasztoru-uniwersytetu w Nalandzie

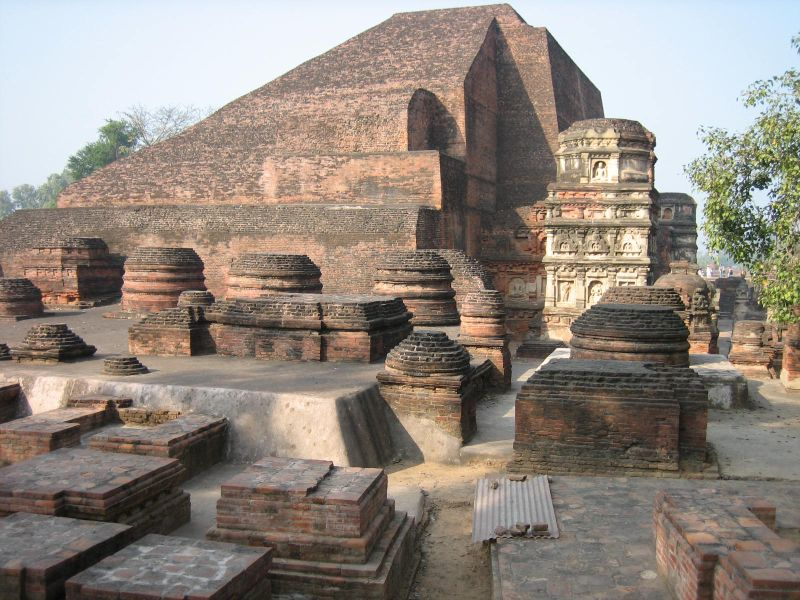
Ruiny Nalandy

Powstanie klasztorów miało olbrzymi, a nawet decydujący, wpływ na dalsze losy buddyzmu. Budowane przy ważnych szlakach handlowych, były etapami karawan kupieckich, wspierały w razie potrzeby okoliczną ludność, chroniły także przed napadami. Często były fundowane, a później dotowane przez władców lub bogatych ludzi.
Z biegiem czasu, kiedy nauczanie stało na niezwykle wysokim poziomie, wielkie klasztory stały się dużymi i ważnymi monastycznymi centrami naukowymi i kulturowymi. Ich sława wykroczyła poza granice Indii i tysiące kandydatów ubiegało się o przyjęcie. Należy tu wymienić takie centra jak:
- Nalanda – (skt. Nālandā) (427-1197) (mahajana), pierwszy wielki uniwersytet. Studiowało tu ponad 10 000 studentów, głównie mnichów buddyjskich, ale i z zagranicy. Zniszczony przez muzułmanów.
- Valabhi – (pal. Valabhī) (ok. 780-ok. 845) (wczesne szkoły buddyjskie[15]), często porównywany do Nalandy, studiowało tam co najmniej 6000 mnichów i mniszek. Zniszczony przez muzułmanów.
- Vikramaśīla – (skt. Vikramaśila, od VIII do XIII w.) (wadżrajana), w XI w. studiowało tam Guhjasamadżę i Sutrę Pradżniaparamitę ponad 8000 mnichów. Zniszczona przez muzułmanów.

Jednym z ważniejszych następstw rozwoju życia klasztornego było pogłębienie podziału między mnichami a świeckimi wyznawcami. Ideał arhata skrystalizował się właśnie w środowisku intelektualnej elity monastycznej. Był on sprzeczny z dążeniami ludzi świeckich, obarczonych rodzinami, a więc niemogących być mnichami. Miało to wpływ na tworzenie się mahasanghików (skt. mahāsanghika), prekursorów mahajany.
Klasztor był jednostką całkowicie autonomiczną, niezależną od innych klasztorów, gdyż buddyzm nigdy nie wytworzył władzy, która odgórnie kierowałaby całością monastycyzmu buddyjskiego. Władza taka byłaby zresztą sprzeczna z założeniami buddyzmu i z przedśmiertnym zaleceniem Buddy Bądźcie sami sobą lampą, sami sobie schronieniem. Trzymajcie się nauki, jedynie ona oświeci was i nie szukajcie żadnej innej podpory.
Ośrodkami życia religijnego buddyzmu były wielkie klasztory. I to właśnie – obok takich przyczyn jak: utrata patronatu władz i popieranej przez nie tradycji bramińskiej, pacyfizm i tolerancja buddyzmu, odejście od prostoty nauk Buddy na rzecz dogłębnych studiów doktrynalnych wysoce wykształconych mnichów i późniejszych nurtów zaawansowanych praktyk (np. tantr) itd. – wpłynęło na osłabienie dominacji buddyzmu w Indiach. Razem z klasztorami połączonymi często z uczelniami i bibliotekami kwitło życie religijne i razem z nimi upadło. U schyłku V stulecia najazd Heftalitów zmiótł z powierzchni ziemi buddyzm północnoindyjski wspierany przez wielki klasztor w Takśili. Ostateczny cios buddyzmowi zadał Mohamad Bahtiar, który w 1199 r. zdobył stolicę stanu Bihar – ostatnią ostoję nauk Buddy w tym rejonie. Wielkie centra monastyczne, w tym klasztory, obiekty sakralne typu stupy, uczelnie, biblioteki, szpitale dla ludzi i zwierząt itd. zostały całkowicie zburzone, a mnisi oddali życie za wiarę. Od tej pory już nie słyszy się o buddyzmie północnoindyjskim.

### Chiny

#### Początki kształtowania się monastycyzmu
Mimo tego, że ideały monastyczne i ascetyczne były dla Chińczyków niezrozumiałe, to jednak wraz z wprowadzaniem buddyzmu poczęły powstawać liczne klasztory. Zakładane były albo przez mnichów-misjonarzy indyjskich, albo przez mnichów buddyjskich z terenów dzisiejszego Afganistanu, Sogdiany i licznych państw Azji Środkowej. Przedostawali się oni szlakiem jedwabnym i zapewne to wzdłuż niego powstawały pierwsze klasztory.
Za pierwszy klasztor w Chinach uchodzi Baima si założony ok. 65 r. w Luoyangu przez dwóch indyjskich mnichów. Mimo początkowych odgórnych zakazów zabraniających wstępowania Chińczyków do wspólnot klasztornych, ich liczba gwałtownie rosła. Jeśli podczas wielkich prześladowań buddyzmu w 845 r. zniszczono 45 000 klasztorów i świątyń, to ich liczba musiała być jeszcze większa.
Wprowadzenie buddyzmu do Chin spowodowało niezwykłe zmiany społeczne. W przedbuddyjskich Chinach religia miała charakter wspólnotowy. Wszyscy czuli się w obowiązku czcić Niebo, uprawiać kult przodków i różnych bóstw. Urzędnicy i inni cywilni przywódcy społeczni prowadzili ceremonie religijne w celu sprowadzenia szczęścia i dobrobytu dla obywateli i państwa. Każdy Chińczyk był z góry traktowany jako wierzący, ponieważ cnotą było być obywatelem państwa, wspólnoty, jakiejś grupy społecznej (np. klanu lub rodziny). To był obowiązek – jednostka musiała gdzieś przynależeć; grupa wymuszała udział np. w modlitwach o deszcz. Nie było żadnej możliwości aby wyznawać jakąś inną religię, ani żaden z obywateli nawet nie myślał o tym. Buddyzm wprowadził do konfucjańskiego społeczeństwa wolność wyboru. Wspólnotowy charakter poprzedniego systemu, który polegał na powszechnej akceptacji wspólnych wierzeń i kontrolowaniu obywateli, uległ zniszczeniu. Konfucjaniści nie mogli uwierzyć, że Chińczycy przyjęli obcą wiarę za swoją i że było to ich wolnym, dobrowolnym wyborem. Dlatego prowokowali co jakiś czas do prześladowań. Konfucjanista Han Yu (768-824) w swoim tekście Yuandao (Prawdziwa nauka) napisał Przywróćmy jego [tzn. buddyzmu] ludzi do stanu ludzkich istot! Spalmy jego książki! Zamieńmy jego budynki na domy mieszkalne dla ludzi!
Tradycyjny klasztor z początków ery Tang zarządzany był na podstawie przepisów znanych jako pratimoksza, części Winaji (pal., skt vinaya), niezależnie od tego, czy był to klasztor hinajany czy mahajany. Początkowo zresztą, gdy Winaja nie była jeszcze przetłumaczona, stosowano wiele tymczasowych i zastępczych reguł. Później, przetłumaczona Winaja (chin. Lujing), określała właściwie wszystko: od koloru szat mnichów do kar za jedzenie czosnku lub cebuli, zabronionych dla mnichów. Sami Chińczycy zgodnie z potrzebami dodawali coraz więcej nieraz bardzo drobiazgowych przepisów, ale widocznie niezbyt rygorystycznie ich przestrzegali, gdyż reżim Tangów ustanowił kary cięższe od nakazanych przez buddyjskie autorytety.
Klasztory chińskie nastawione były głównie na pielgrzymki wiernych. Zresztą sami mnisi znajdowali się przeważnie w ruchu, przenosząc się dowolnie z jednego klasztoru do drugiego, odbywając niesłychane wędrówki-pielgrzymki po całych Chinach.

#### Architektura klasztoru

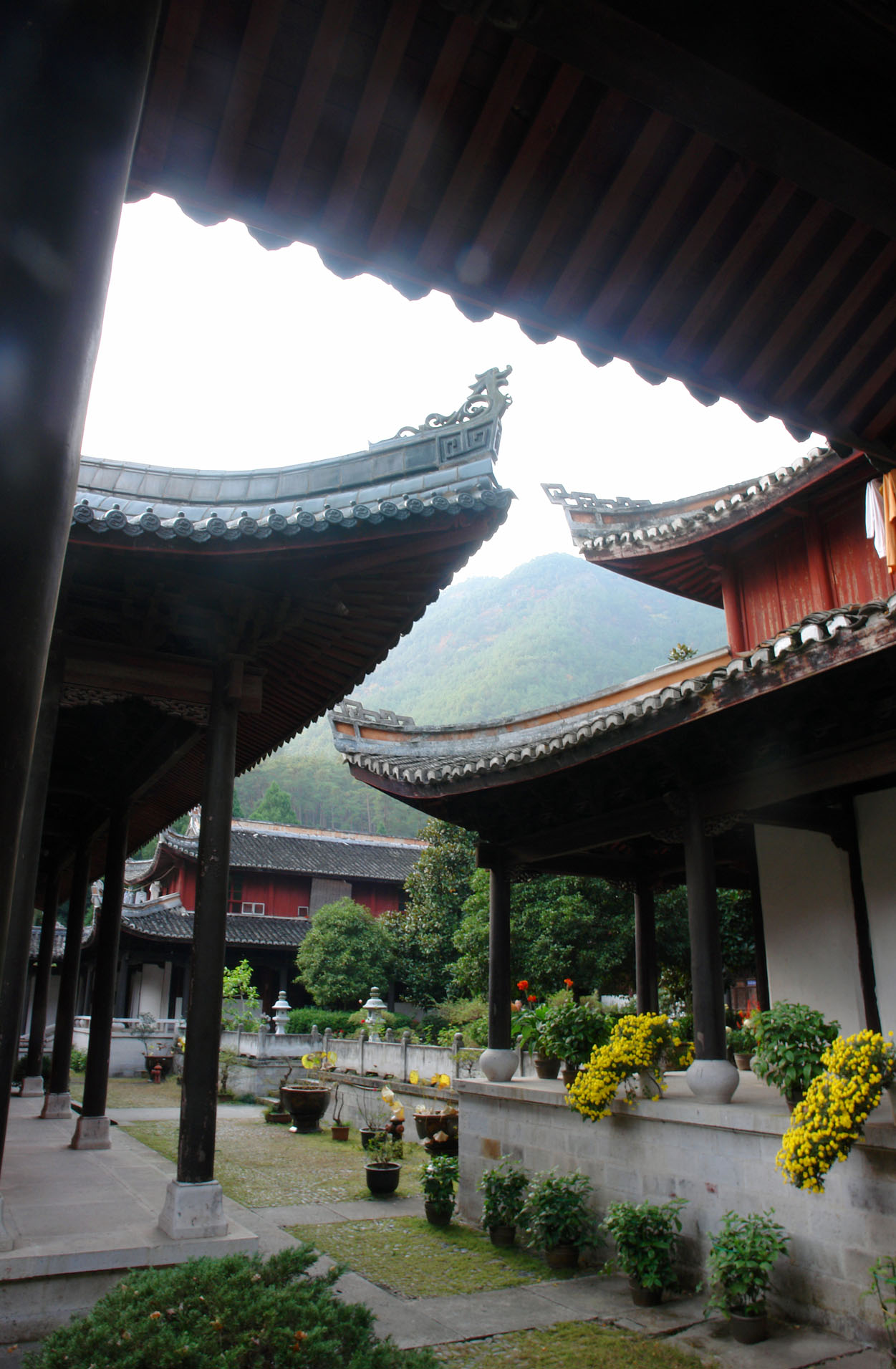
Klasztor Guoqing na górze Tiantai

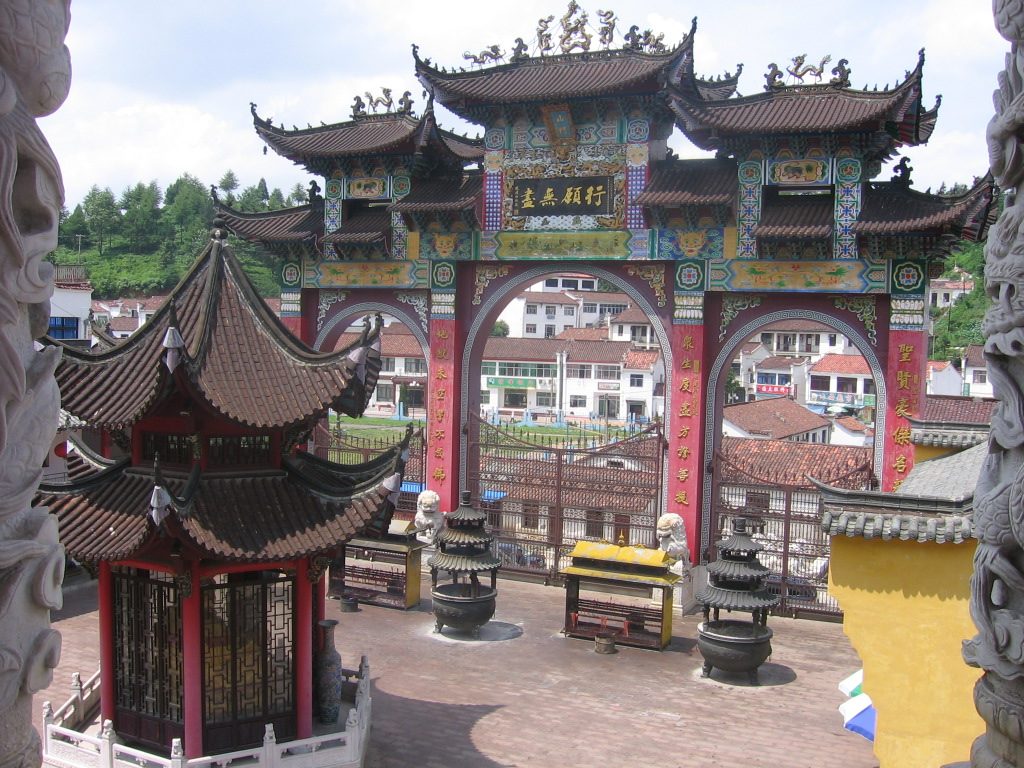
Tylna brama klasztoru Roushen na górze Jiuhua

Buddyści chińscy przywiązywali ogromną wagę do architektury klasztorów. Jak mało kto potrafili doskonale zharmonizować je z otoczeniem i pogodzić funkcjonalność z pięknem.
Zwykle wznoszone były na szczytach lub na zboczach gór. Tworzyły wielki czworobok otoczony murem, a cele mnichów, kuchnie, refektarz i pokoje gościnne oddzielone były od świątynnych budynków stojących na centralnym placu (dzięki postawionym budynkom, mógł on być podzielony na cztery dziedzińce): budynku wejściowego, Sali (Domu) Buddy (przeważnie Śakjamuniego lub Amitabhy) oraz Sali (Domu) Dharmy (która łączyła się bezpośrednio z mieszkaniem opata klasztoru). Mogła także znajdować się tam (si)datianwang – świątynia Czterech Wielkich Niebiańskich Królów, protektorów czterech stron świata. Otaczający mur (yingbi) pokryty był z reguły ceramiczną dachówką, często z ornamentem stylizowanym na kwiat lotosu. Na teren klasztoru wchodziło się zwykle po schodach, gdyż jako miejsce święte znajdował się na górze. Schody były więc jednym z elementów oddzielających sferę sacrum od profanum. Klasztory, a zwłaszcza klasztory chan, były tak mocno związane z naturą, że jednym z ich określeń było słowo shan, czyli góra.
Na szczycie schodów przekraczało się spory drewniany próg, kolejny element odróżniający strefę sacrum od profanum. Nad progiem wznosiła się piętrowa budowla, łuk portalowy na kolumnach dzielących zwykle przejście na trzy części; jest to brama zwana sanmun, czyli trójbrama. Czasem znajdowały się w niej odrzwia. Po obu stronach przejścia stały w niszach posągi dwu królów (chin. erwangzuan) Brahmy (chin. Fantian) i Indry (chin. Dishitian), których funkcją było odstraszanie demonów i stąd ich ekspresyjne i dynamiczne postawy. Często przed klasztorem znajdował się basen z rybami dla przypomnienia o niezabijaniu żywych istot.
Za bramą rozmieszczonych było co najmniej siedem budowli. Stąd wzięło się dawne określenie qitang galan (7-budynkowy klasztor; galan=sangharama=klasztor). Siedem głównych budynków kompleksu klasztornego miało analogię w budowie ludzkiego ciała z czterema kończynami, głową, korpusem i partią genitalną. Głównym budynkiem jest jintang (złoty gmach) zwany także fotang (gmach Buddy). Następnym budynkiem jest jiaotang (gmach nauki), zwany także emituotang (gmach Amitabhy). Kolejną budowlą jest pagoda, czyli tapo, będąca twórczym rozwinięciem dawnej stupy indyjskiej. Następnym budynkiem jest shijiatang, czyli gmach Buddy Śakjamuniego (zwany także daxiong baotiantang – drogocennym gmachem Wielkiego Bohatera). I wreszcie jingtang – biblioteka oraz dwie wieże: wieża dzwonu i wieża bębna. W niektórych klasztorach te wieże znajdowały się tuż przy wejściu.
Schematy architektoniczne klasztoru chińskiego zostały następnie przeniesione do Korei i Japonii, ulegając bardzo niewielkim zmianom.

#### Klasztorychan
Przetrwało dość wiele zapisków ukazujących początek klasztornego systemu chan. Początkowo (VI – VII wiek) nauczyciele medytacji (skt. dhyāna), mistrzowie chan, przebywali gdzieś w pustelniach, zaszyci w ostępach leśnych, w niedostępnych górach, albo w klasztorach innych, starszych szkół buddyjskich, nie starając się nawet jakoś odróżnić czy oddzielić. Dopiero gdy wokół nich zgromadziło się więcej uczniów, mogli otrzymać osobne pomieszczenie, lecz wciąż musieli przestrzegać reguł tych szkół, które były gospodarzami klasztorów. W początkowym okresie były to głównie szkoły hinajany, a nawet jeśli mahajany, to i tak stosowano przeważnie przepisy Winaji.
Stopniowo jednak wszystko zaczęło się zmieniać, gdy mistrzowie chan zaczęli być całkowicie innymi nauczycielami od przywódców innych tradycji i gdy sam chan zaczął się rozwijać, szczególnie na południu Chin. Wtedy mistrzowie chan albo stawali się opatami klasztorów i klasztor stawał się klasztorem chan, albo odchodzili z grupą uczniów i budowali czysty klasztor chan. Pierwszą całkowicie odrębną wspólnotę chan (tzw. szkoła Wschodniej Góry, chiń. dongshan) założył Czwarty Patriarcha chan Daoxin. W VIII w. mistrz chan Baizhang Huaihai porównał reguły hinajany i mahajany i w wyniku tego stworzył nowy zbiór przepisów i reguł specjalnie dla klasztorów chan. Powstał kodeks klasztornej dyscypliny, który wpłynął nie tylko na monastycyzm chan, ale również na wszystkie późniejsze zbiory reguł.
Dość charakterystyczną rzeczą było to, że klasztory chan nie posiadały sali (domu) Buddy, czyli miejsca, gdzie oddawało się Buddzie cześć. Były za to sale (domy) Dharmy (nauczania), gdzie mistrz wygłaszał mowy i przeprowadzał surowe rozmowy osobiste z uczniami oraz sale (domy) medytacji. Nie było tu więc miejsca na żadne szczególne ceremonie, oddawanie czci Buddzie, czy studiowanie sutr i innej literatury buddyjskiej. Powstanie klasztorów chan oznaczało, że rebelia wyznawców chan została zakończona; jej celem było niczym nieskrępowane poszukiwanie wiecznej mądrości.

#### Formy własności klasztorów
W Chinach rozwinęły się dwa główne typy własności klasztorów:
- klasztory dziedziczne (chiń. jiayi yuan – klasztory sukcesyjne, tudi – uczniowie, lub dudi – uczniowie zaordynowani; także zisun miao)
- klasztory publiczne (chiń. shifang cha – klasztory „dziesięciu kierunków”; także shifang conglin)

Jednym z rodzajów klasztorów były także klasztory filialne (chin. fenyuan) lub zależne, podporządkowane (chiń. xiayuan). Można je było znaleźć na zboczach wzgórz, częściej zakładane były we wioskach czy miastach, zwykle w okolicy klasztoru macierzystego, ale czasami w stosunkowo dużej od niego odległości. Np. klasztor Jinshan w Zhejiang miał dwie filie. Jedna znajdowała się ok. 3 mile od klasztoru macierzystego i przebywało w niej tylko dwóch mnichów, a druga – około 25 mil od klasztoru i przebywało w niej ośmiu mnichów. Były one całkowicie zależne od swoich macierzystych klasztorów.
| KLASZTOR PUBLICZNY                                                                                                  | KLASZTOR/ ŚWIĄTYNIA FILIALNA                   | KLASZTOR DZIEDZICZNY                                                                         |  |
| Nazwa si | Nazwa si, an, jingshe, yuan, maopeng itp.      | Nazwa si, an, jingshe, yuan, maopeng itp.                                                    |  |
| Od 20 do 1000 zaordynowanych mnichów                                                                                | od 1 do 20 zaordynowanych mnichów              | od 1 do 30 mnichów i nowicjuszy                                                              |  |
| Mało dostępny dla ludności                                                                                          | bardziej dostępny dla ludności                 | najbardziej dostępny dla ludności                                                            |  |
| Własność całej sanghi                                                                                               | Własność macierzystego klasztoru               | własność rodziny tonsurowej                                                                  |  |
| Prowadzony przez opata (fangzhang) wybieranego przez konsultacje, który nie może być uczniem tonsurowym poprzednika | prowadzony przez dangjia wybranego przez opata | prowadzony przez dangjia lub zhuchi wybranych przez poprzedników spośród uczniów tonsurowych |  |
| Służy przez 1 lub 2 3-letnie kadencje                                                                               | Nieustalony termin                             | Służy do śmierci lub odejścia na emeryturę                                                   |  |
| Nieograniczony okres pobytu dla wędrownych mnichów                                                                  | Zakaz zatrzymywania się lub 3 dni              | 3 dni                                                                                        |  |
| Obrzędy religijne: dwukrotnie w ciągu dnia                                                                          | dwukrotnie w miesiącu                          | dwukrotnie w miesiącu (większe świątynie – dwukrotnie w ciągu dnia)                          |  |
| Kodeks reguł | Kodeks reguł                                   | brak kodeksu                                                                                 |  |
| "48 urzędów i rang"                                                                                                 | bez urzędów i rang                             | bez urzędów i rang                                                                           |  |
| Urzędy prowadzone przez semestr                                                                                     | nie ma semestrów                               | nie ma semestrów                                                                             |  |
| Bez golenia głów | bez golenia głów                               | wyspecjalizowani w goleniu głów                                                              |  |
| Brak treningu nowicjuszy                                                                                            | brak treningu nowicjuszy                       | wyspecjalizowani w treningu nowicjuszy                                                       |  |
| Prowadzi ordynacje                                                                                                  | nie prowadzi ordynacji                         | nie prowadzi ordynacji                                                                       |  |
| Wiele seminariów dla zaordynowanych mnichów                                                                         | brak seminariów                                | brak seminariów                                                                              |  |
| Dochody z własności ziemskiej i ceremonii pogrzebowych                                                              | utrzymywani przez klasztor macierzysty         | dochód z ceremonii pogrzebowych i donacji                                                    |  |

Powyższa tabela uwidacznia typowe różnice. Były jednak również dość nietypowe klasztory/świątynie.
Około 1930 r. w Chinach mniej więcej 500 tys. mnichów przebywało w około 100 tys. świątyń buddyjskich. Z tego wynika, że większość świątyń należała do małych, ze średnią 5 przebywających w nich mnichów i były to świątynie/klasztory dziedziczne. W klasztorach publicznych przebywało 400 lub 500 mnichów. Pomiędzy 5-osobową świątynią a 500-osobowym klasztorem znajdowały się wszelkie inne świątynie/klasztory różniące się zarówno wielkością, jak i charakterem.
W tym okresie było w tym kraju około 300 dużych klasztorów publicznych, w których przebywało około 20 tys.-25 tys. mnichów i mniszek, czyli mniej niż 5% sanghi. 95% duchownego proletariatu przebywało w klasztorach dziedzicznych.
Klasztory dziedziczne
Klasztory dziedziczne były rozpoznawane przez państwo, czy też biurokrację państwową, jako klasztory będące legalną własnością mnichów lub mniszek, którzy w nich mieszkali. Kongregacja ta składała się z rodziny tonsurowej, czyli opierała się na związku ukształtowanym wtedy, gdy starszy mnich sponsorował otrzymanie tonsury przez ucznia w czasie rozpoczynania przez niego nowicjatu w zakonie buddyjskim. Nowicjusze stawali się wtedy częścią rodziny tonsurowej związanej z klasztorem, w którym rezydował mnich-sponsor. Z tego punktu widzenia były to oczywiście klasztory prywatne, gdyż funkcja opata była przekazywana kolejnemu mnichowi tylko z tej rodziny tonsurowej.
Członkowie rodziny tonsurowej takiego dziedzicznego klasztoru mogli w nim mieszkać przez całe życie; takich praw nie mieli mnisi przybywający z zewnątrz.
Ponieważ klasztory te związane były z rodzinami tonsurowymi, musiały być więc klasztorami danej szkoły buddyjskiej; były to więc klasztory chan lub tiantai, a potem także huayan i winaji.
Przeważnie były to klasztory małe lub średnie, choć zdarzały się i wielkie. Wiele z nich musiało także posiadać ziemię i inną własność. Klasztory tego typu prosperowały świetnie, gdy opatami byli wybitni mistrzowie, gdy jednak rodzina tonsurowa nie miała takiego, klasztor podupadał i zaczynał także tracić poparcie lokalnej społeczności, gdyż klasztory te miały charakter lokalny.
W wypadku, gdy nie było już nadziei na zrewitalizowanie klasztoru, mógł on być przejęty przez państwo i zamieniony w klasztor publiczny.
Klasztory publiczne
Klasztory państwowe były zupełnie innymi klasztorami od dziedzicznych. Nie miały one żadnego związku z rodzinami tonsurowymi i zasadniczo każdy mnich czy też mniszka, mogli w nim mieszkać i piastować jakieś stanowisko.
Opaci wybierani byli z najlepszych możliwych kandydatów, zwykle spoza danego klasztoru. Co więcej, tonsurowi uczniowie opata nie mogli po nim dziedziczyć stanowiska. Ta reguła zabezpieczała przed zamienieniem klasztoru publicznego w dziedziczny.
Klasztory publiczne, przeważnie wielkie lub średnie, były uważane za klasztory wyższego rodzaju, a ich wprowadzenie – oficjalnie w okresie Song – traktowano jako wielką innowację. Posiadały one wielką własność ziemską i otrzymywały także finansowe wsparcie imperialne oraz wsparcie polityczne (i finansowe) przeważnie regionalnej elity. Były one postrzegane jako działające dla dobre państwa, zwykle były bardzo mocno z nim związane i de facto uważano je za pewien rodzaj instytucji państwowej.
Były to także klasztory bardzo otwarte na zewnątrz. Przyjmowały bez problemów podróżników, pielgrzymów itd. Często budowane były w gęsto zaludnionych regionach (np. klasztor Xiangguo w Kaifengu), a czasem powodowały osiedlanie się ludzi w ich pobliżu oraz skupianie się lokalnych elit.
Te klasztory nie były sekciarskie. W toku rozwoju monastycyzmu prawie wszystkie wielkie klasztory były klasyfikowane jako publiczne.
Ten system podziału przetrwał do XX w. Na początku tego wieku klasztory państwowe – zaledwie 5% – stanowiły wyraźną elitę.
Duże klasztory często posiadały także swoje filie (chiń. fenyuan lub xiayuan). Nie posiadały one odrębnych opatów; opat głównego klasztoru wyznaczał do ich prowadzenia zarządców (chiń. dangjia). Przebywało w nich mniej więcej do 30 mnichów. Nie przyjmowały one gości, chyba że zarządca wyjątkowo wyraził zgodę.
Według mnicha Falina (572–640), były za jego życia trzy rodzaje klasztorów: oficjalne klasztory sponsorowane przez państwo (było ich tylko 47), prywatne klasztory sponsorowane przez arystokrację czy bogate rodziny (było ich 839) oraz „klasztory zwyczajnych ludzi” (było ich ponad 30 000).
Klasztory hybrydowe – dziedziczne klasztory publiczne
Zarówno w miastach, jak i na terenach wiejskich były klasztory pod pewnymi względami publiczne, a pod innymi – dziedziczne. Przebywało w nich 40–50 mnichów i posiadały duży zastęp urzędników, którzy pełnili obowiązki przez semestr. Wędrowni mnisi mogli się w nich zatrzymywać na dowolny okres. Ponieważ były to klasztory dziedziczne, więc golono głowy nowicjuszy, których przygotowywano do przyjęcia ordynacji. Kontrolę na klasztorem miała jedna rodzina tonsurowa. Opat, jak i wyżsi rangą urzędnicy byli powiązani więzami tonsurowymi. Takie klasztory nosiły nazwę „dziedzicznych klasztorów publicznych” (chiń. 子孫十方叢林, pinyin zǐsūn shífāng cónglín).
Takie klasztory były częstsze niż ortodoksyjne całkowicie publiczne świątynie, gdyż były mniejsze i mniej elitarne.
Przykładem takiego klasztoru może być Yongquan znajdujący się na górze Gu w rejonie miasta Fuzhou. W okresie republiki przebywało w nim 300-400 mnichów. Każdej wiosny przeprowadzano mnisie ordynacje. W pawilonie medytacji prowadzono praktyki w dwunastu cyklach medytacyjnych w tygodniu medytacji. Z drugiej strony mnisi mogli wchodzić i wychodzić z pawilonu, kiedy tylko chcieli. Wędrowni mnisi mogli się zatrzymywać na dowolny okres. Nowy opat nie został wybrany z jego rodziny tonsurowej, a wyżsi urzędnicy nie pochodzili z jego rodziny tonsurowej. Pomimo tego był to klasztor w połowie publiczny i w połowie dziedziczny. Klasztor golił głowy nowicjuszy i prowadził ich trening, a dyscyplina była dość luźna (jak w klasztorach dziedzicznych).

### Korea

#### Klasztor koreański – okres trzech królestw

##### Goguryeo
Początek buddyzmu i monastycyzmu koreańskiego wiąże się z działalnością dwu mnichów Sundo i Ado, którzy po powrocie z Chin założyli w 385 r. dwa klasztory: 'Seongmun i Ibullan. Już w 392 r. król Kogugyang ogłosił, że ludzie powinni wierzyć w buddyzm, który przyniesie im także powodzenie w świeckim życiu. W tym momencie doktryna buddyjska przestała być po prostu tylko jedną z wielu możliwych dróg osiągnięcia powodzenia w życiu a została włączona w istniejący już system wierzeń. W 393 r. w samym Pjongjangu (평양) założono 9 klasztorów. W 584 r. mnich Hyepyeon udał się Japonii i propagował tam buddyzm, a nawet wyświęcał pierwsze buddyjskie mniszki w tym kraju.

##### Baekje
Początek buddyzmu, to działalność indyjskiego mnicha Marananthy, który przybył do Baekje w 384 r. Pierwsze klasztory (dziewięć) powstały w następnym roku w stolicy Hansan. W 392 r. król Asin ogłosił, iż wiara w buddyzm przynosi ludziom szczęście. W 526 r. mnich Gyeomik przywiózł ze sobą z Indii Abhidharmapitakę i pięć wersji Vinajapitaki. Na przełomie V i VI wieku powstały klasztory Hŭngnyun i Taet’ong. Wiele klasztorów powstało w nowej stolicy Sabi w 538 r. W 600 r. zbudowano olbrzymi, największy w Azji Wschodniej w tym czasie, klasztor Mirŭk. Składał się on z trzech części; w każdej z nich znajdował się budynek i pagoda. Był to dziwny wyjątek, gdyż klasztory budowane był wówczas według wzoru: główna brama, pagoda, złoty gmach, gmach nauczania – ułożone rzędem i zwrócone w stronę południową. Były one otoczone korytarzami w kształcie prostokąta. Czasami, jak w klasztorze Kŭmkang budynki zwrócone były na wschód. Począwszy do 530 r. wielu mnichów z Baekje udawało się do Japonii wprowadzając tam różne nauki buddyjskie: Norisajigye, Illa, Hyechong, Yeonggeun, Hyesik, Gwalleuk itd.

##### Silla
Buddyzm został tu wprowadzony przez mnicha Mukoję w czasach panowania króla Nulchi (417–457). Jednak dopiero działalność mnicha z Goguryeo (zwanego również Ado) w czasach panowania króla Sojiego (479–499), przyniosła bardziej widzialne efekty. Chociaż król popierał buddyzm i zaczął on przenikać nawet do najniższych warstw społeczeństwa, to arystokracja całkowicie była mu przeciwna. W Silli bardzo mocny był jeszcze stary system plemienny. Dopiero w 527 r. nastąpiło oficjalne uznanie buddyzmu równolegle z ogłoszeniem męczeństwa zamordowanego Ich'adona, oddanego buddysty. Jednak naprawdę buddyzm zaczął się rozwijać za panowania króla Chinhŭnga (pan. 540-576). Powstały klasztory Heungnyeon, Hwangnyong, Giwon i Silje. Szczególnie wyróżniał się budowany przez 13 lat Hwangnyong sa. Jego drewniana pagoda liczyła 200 stóp wysokości. Został zniszczony w czasie najazdu Mongołów w XIII wieku.

#### Klasztory w Korei zjednoczonej

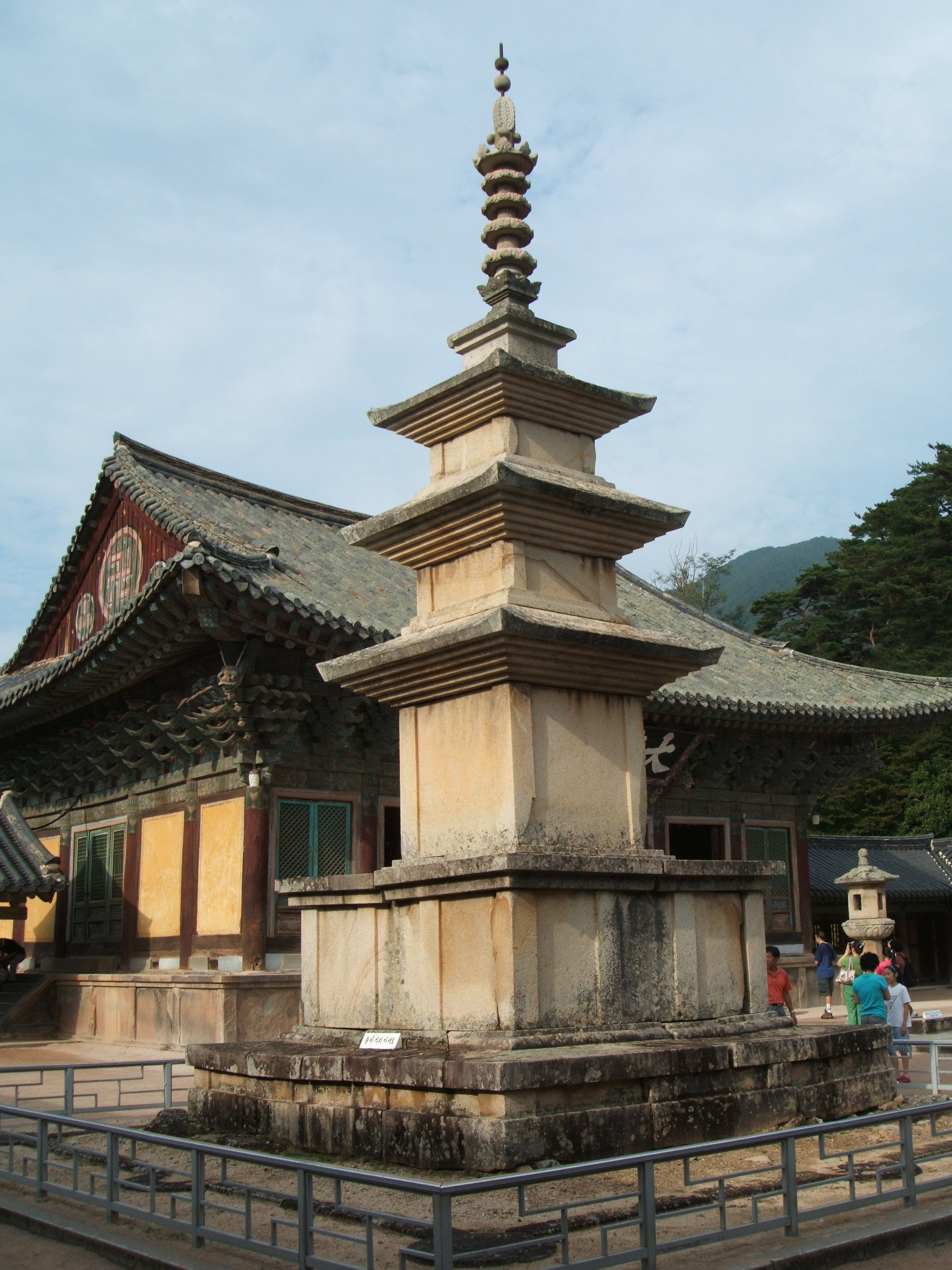
Stupa Śakjamuniego w klasztorze Bulguk

Państwo Silla (sprzymierzone z chińskimi wojskami dynastii Tang) podbiło Baekje w 660 r. i Goguryeo w 668 r. Ważnym wzorem dla idei zjednoczenia był komentarz Beophwangyeong chongyo mnicha Wonhyo do sutry Saddharmapundarīki traktujący o zjednoczeniu trzech wozów Dharmy buddyjskiej w jeden.
Nastąpił niezwykły okres rozwoju budownictwa klasztornego. Zaczęto je teraz budować nawet poza stolicą, na prowincji i często były fundowane przez osoby prywatne. Najważniejsze klasztory wczesnego okresu zjednoczenia to: Sacheonwang (679 r.), Mangdeok, Gameun (682 r.), Hwangbok (706 r.), Kamsan (718 r.), Bulguk i Seokgul (w jaskini) (ukończone w latach 742–765). Prowincjonalne klasztory to m.in. Changui (659 r. na terenie dzisiejszego Seulu), Buseok w Yeongju (zał. w 676 r. przez Uisanga) i Haein w Hapcheon (zał. przez Suneunga i Ijeonga w 802 r.). Klasztory otrzymywały dotacje finansowe oraz ziemię (którą także mogły same zakupywać – stopniowo stały się właścicielami ziemskimi).
W późnym okresie dynastii Silla do Korei zostaje wprowadzony buddyzm chan (kor. sŏn; jap. zen). Powstaje dziewięć górskich szkół seon. Każda miała swój klasztor:
- Góra Kaji (w pobliżu Jangheung w dzis. prow. Jeolla Południowa). Założyciel – mistrz seon Doeui.
- Góra Sagul (w pobliżu Gangneung w dzis. prow. Gangwon). Założyciel – mistrz seon Beomil.
- Góra Saja (w pobliżu Yeongwol w dzis. prow. Gangwon). Założyciel – mistrz seon Cheolgam Toyun.
- Góra Seongu (w pobliżu Boryeong w dzis. prow. Chungcheong Południowy). Założyciel – mistrz seon Muyeom.
- Góra Pongnim (w pobliżu Changwon w dzis. prow. Gyeongsang Południowy). Założyciel – mistrz seon Hyeonuk.
- Góra Hŭiyang (w pobliżu Gaegyeong w dzis. prow. Gyeongsang Północny). Założyciel – mistrz seon Jiseon Doheon.
- Góra Tongni (w pobliżu Gokseong w dzis. prow. Jeolla Południowa). Założyciel – mistrz seon Jeogin Hyecheol.
- Góra Sumi (w pobliżu Haeju w dzis. prow. Hwanghae Południowe). Założyciel – mistrz seon Ieom.
- Góra Silsang (w pobliżu Namwon w dzis. prow. Jeolla Północna). Założyciel – mistrz seon Hongcheok[39].

#### Klasztor koreański – przykład
- Songgwang-sa(송광사)

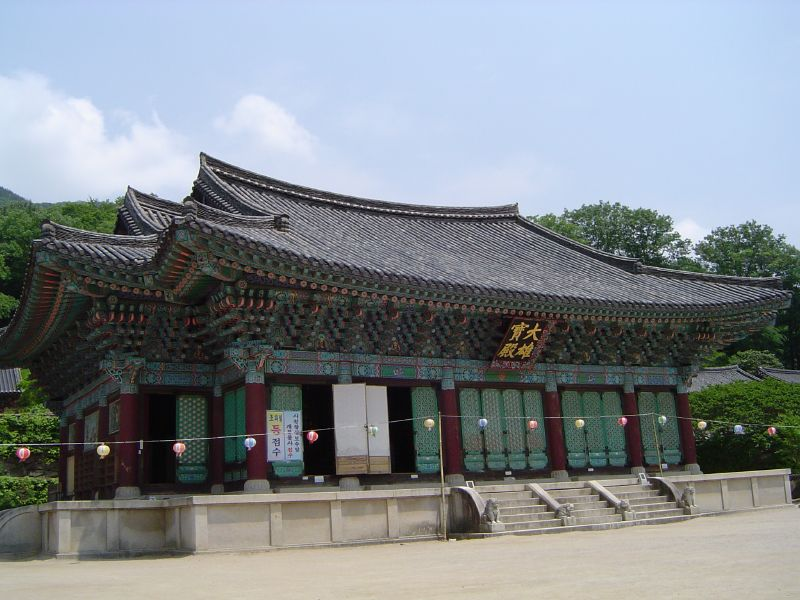
Klasztor Songgwang – Taeung-chong

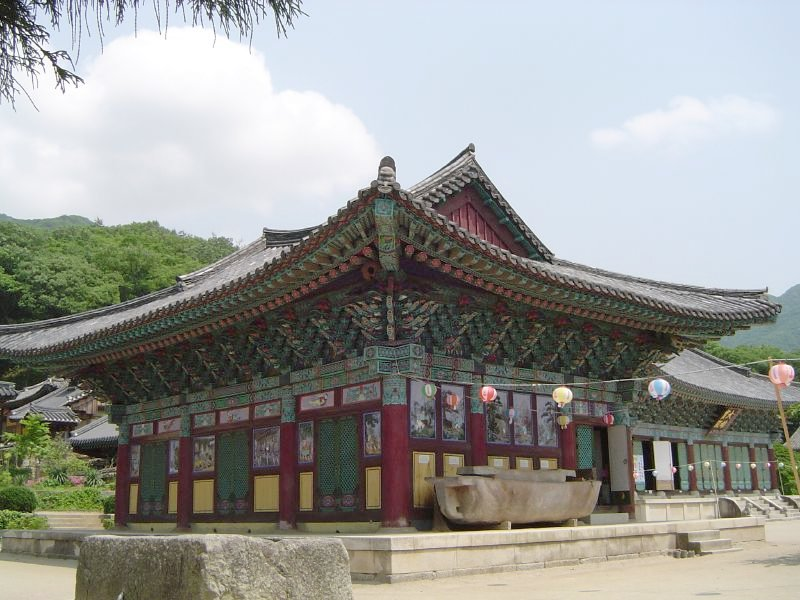
Klasztor Songgwang

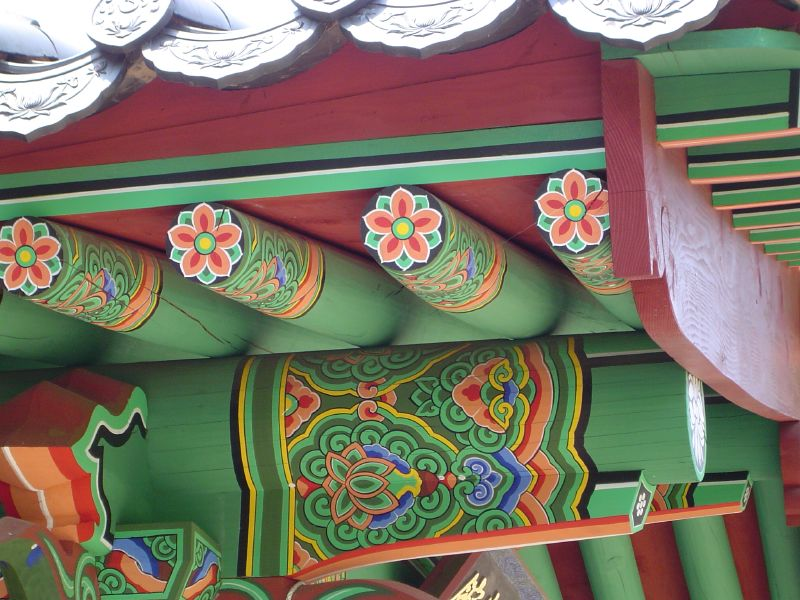
Songgwang-sa – fragment konstrukcji dachu

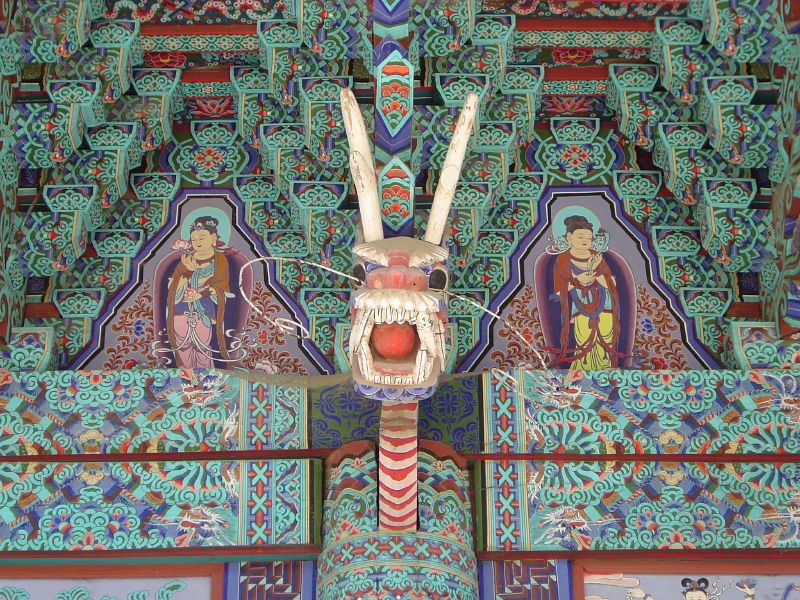
Songgwang-sa – przykład malarstwa tancheong

Do klasztoru wchodzi się przez bramę ilchu-mun (dosł. jednobelkowa brama) przypominająca nieco japońską bramę torii w świątyniach shintō. Pomiędzy posągami Czterech Niebiańskich Królów (sacheon-wang) znajduje się budynek wejściowy a zaraz za nim dwie wieże: Dzwonu i Bębna (Chonggo-ru). Po dojściu do centralnego zespołu budynków staje się przed głównym budynkiem Buddy – Domem Wielkiego Bohatera (Taeung-chong) w większości klasztorów poświęconemu Vairocanie głównemu buddzie szkoły hwaeom (chin. huayan) i to pomimo tego, że obecnie wszędzie praktykuje się w Korei seon. Jest to architektoniczne i ideologiczne centrum klasztoru. Od podłogi do stropu sięga ołtarz wysokości ok. 7 m., w pewnej odległości od frontowej ściany, tak że wierni mogą go okrążać (choć nie jest to właściwie już praktykowane). Za ołtarzem znajduje się powieszony olbrzymi, wielokolorowy obraz na płótnie t’aenghwa z panteonem buddyjskim. Na jednej ze ścian znajduje się także wyobrażenie obrońcy buddyzmu generała Wit’a (chin. Weito), co było typowe dla klasztorów chińskich po XVII w. Poduszki dla medytacji dla starszych mnichów znajdują się daleko z tyłu. Jak wszystkie inne budynki klasztorne, Taeung-chong jest wykonany z drewna, w związku z tym, co jakiś czas dokonuje się wymiany zniszczonych elementów, które są wiernymi kopiami usuniętych części. Dlatego też rzadko spotyka się elementy sprzed kilku wieków, a klasztor np. z VIII w. z pewnością nie ma ani jednej oryginalnej części. Na Dalekim Wschodzie nie jest to żadną przeszkodą i klasztor traktuje się jako oryginalny. Budynek ma typową konstrukcję słupowo-belkową z licznymi klamrami wzmacniającymi wszelkie krawędzie i okapy. Ponieważ nie używa się gwoździ, wszystkie elementy konstrukcji są niezwykle precyzyjnie do siebie dopasowane. Przestrzeń pomiędzy kolumnami wspierającymi jest wypełniona murem z wysuszonej gliny zmieszanej z trawą. Główne wspierające kolumny pomalowane są na kolor bordowy, a ściany na żółto (często z malowidłami sztuki ludowej tego rejonu). Okapy budynków pomalowane są w stylu tancheong jasnym cynobrem lub seledynowo z zawiłymi czerwonymi, zielonymi, niebieskimi i żółtymi wzorami graniczącymi nieraz z pewną przesadą. Taeung-chong podkreśla wyróżniający się charakter klasztoru, co jest szczególnie widoczne w klasztorach sambo chongch’al (klasztorach trzech klejnotów), czyli T’ongdo-sa, Haein-sa i Songgwang-sa. Są to trzy z największych klasztorów Korei i należą także do systemu ch’ongnim. T’ongdo-sa reprezentuje klejnot, którym jest Budda Śakjamuni – posiada więc relikwiarz, czyli stupę (kor. t’ap), znajdującą się bezpośrednio za głównym budynkiem, w której znajdują się (jak się uważa) szczątki Buddy Śakjamuniego. Normalnie, jak w każdym innym klasztorze na ołtarzu powinien znajdować się posąg Buddy, ale tutaj zdecydowano się na otwarcie tylnej ściany na ową stupę, tak że Śakjamuni jest tu reprezentowany przez relikwie, a nie przez posąg. Z kolei Haein sa reprezentuje klejnot Dharmy, nauki Buddy, dlatego dwa ogromne budynki, w których przechowuje się drewniane bloki z buddyjskim kanonem koreańskim, znajdują się wysoko na wzgórzu bezpośrednio za głównym domem Buddy i górują nad nim, co podkreśla nadrzędność Dharmy-nauki, reprezentowanej przez kanon, w tym klasztorze. Songgwang-sa jest klasztorem klejnotu sanghi – zakonu buddyjskiego i, szerzej, wszystkich wyznawców. Dlatego tu dom medytacji jest położony powyżej i poza głównym domem Buddy w celu podkreślenia miejsca praktyki mnichów – czyli sanghi.
Jak wiele dużych klasztorów, Songgwang jest zbudowany na planie mandali pieczęci oceanu (kor. haein-to; skt. sāgaramudrā-mandala) lub mandali krainy dharmy (kor. beopgye-to; skt. dharmadhātu-mandala), które używane były przez szkołę hwaeom.
Na małym wzgórzu górującym nad Taeung-cheong znajdują domy medytacji, nauki i mieszkanie mistrza seon, lekko wyizolowane, dla podkreślenia prywatności i odrębności praktyki medytacji.
Po obu stronach klasztoru znajdują się osobne budynki pomocnicze: kuchnie, biura itp. Po całym kompleksie rozmieszczone są małe świątynie boshisattwów, patriarchów seon, zmarłych mistrzów seon tego klasztoru itp. Większość klasztorów koreańskich ma także duży centralny dziedziniec, co różni je od chińskiego wzorca.
Pod klasztorem znajduje się skomplikowany system kanałów wodnych (doprowadzających wodę z okolicznych źródeł, nie tylko do klasztoru, ale i kwater poza nim), i kanalizacyjnych (nie ma tu rynien i woda spływająca z dachu jest odprowadzana poza teren klasztoru).
Songgwang-sa, jak każdy duży klasztor, jest podzielony na pewne części, które są niezależnymi jednostkami pracy i życia. Oddzielone są one od siebie i od publicznej części klasztoru murem z gliny i kamieni. Każda oddzielna część ma także swój centralny plac. Główną częścią jest kŭnbang (duży pokój) z podgrzewaną podłogą (kor. ondol), gdzie może mieszkać i praktykować ok. 30 mnichów. W ścianach znajdują się regularnie rozmieszczone podwójne rozsuwane drzwi (papierowe). Mnisi używają zawsze drzwi najbliższych im, gdy wychodzą, lub najbliższych ich miejsca w sali, gdy wchodzą. Jedynym ozdobnym elementem sali jest mała świątynia na jednej z dłuższych ścian. Na zewnątrz znajduje się palenisko, w którym rozpala się ogień ogrzewający podłogę i wodę w wielkim bojlerze. Tu także dawniej gotowało się pożywienie (obecnie zajmuje się tym część kuchenna, ale je się w owych dużych pokojach, na ten czas – refektarzach). Znajduje się tu także granitowy zbiornik na wodę źródlaną doprowadzaną kanałami. Ze względu na ich prostotę – sale te mogą łatwo pełnić wiele funkcji: gdy konieczna jest nauka, wnosi się niskie stoliki (i jest to seminarium). Są refektarzem w porze posiłku (mnisi przynoszą swoje miski z półek). W porze snu sala zamienia się w dormitorium (przynosi się kołdry i poduszki z komód lub bocznego pokoju). Po ułożeniu poduszek w dwu rzędach na środku sali, zamienia się ona w salę medytacji. Gdy potrzeba, cała taka jednostka klasztorna może być szybko przystosowana do aktualnych potrzeb klasztoru (np. na potrzeby grupy wędrujących od klasztoru do klasztoru mnichów itd.). Ta niezwykła możliwość przystosowania klasztoru do wszelkich sytuacji, także odróżnia klasztory koreańskie od chińskich.
System ogrzewania klasztorów koreańskich jest wyjątkowy (z Syberii ciągną do Korei ostre mrozy). W klasztorach chińskich używano rozgrzanych cegieł do ogrzania każdego mnisiego miejsca spania osobno. Koreańczycy postanowili ogrzać całe pomieszczenie i służy temu system ondol podgrzewający je od spodu.
Biura rozmieszczone są w odrębnym budynku w pobliżu głównej bramy. Znajdowała się tam większa sala (podgrzewana) i mniejsze indywidualne pokoje klasztornych urzędników. Również i opat klasztoru mógł tam mieć swoje biuro. Większe klasztory, takie jak Songgwang, miał także swoją bibliotekę ze starymi ksylograficznymi książkami w literackim języku chińskim, współczesnymi rozprawami na temat buddyzmu w języku koreańskim i drukowanym chińskim (z reguły japońskie wydanie Taishō) czy koreańskim kanonem buddyjskim.
Większość klasztorów posiada także małe kaplice poświęcone Siedmiu Gwiazdom (Wielka Niedźwiedzica; kor. chilseong) i bóstwu góry (kor. sansin). Jest to ewidentna pozostałość z pierwotnych wierzeń Koreańczyków.
W górach otaczających klasztor znajdują się także liczne pustelnie, gdzie mieszkają starsi mnisi i emerytowani opaci. Pomimo odosobnienia od głównego kompleksu klasztoru, funkcjonują one jako jego część. W pobliżu klasztoru jest także obszerne pole stup, w których znajdują się relikwie ok. 30 mistrzów seon i wybitnych mnichów Songgwang sa.

### Japonia

#### Pierwsze klasztory w Japonii

##### OkresYamato(250–710)
Po raz pierwszy Japonia zetknęła się z buddyzmem w 538 roku. Koreański król Syongmyong z Baekje przesłał japońskiemu cesarzowi Kinmeiowi (509–571) wyobrażenie Buddy, sztandary z buddyjskimi napisami, baldachimy i księgi ze świętymi tekstami.
W 585 r. zostało wybudowane w rezydencji Soga no Umako w Ishikawie pierwsze sanktuarium buddyjskie, w którym przebywali pierwsi kapłani buddyjscy w Japonii – trzy kapłanki. W 588 r. wybudował on pierwszą świątynię dla kapłanów mężczyzn.

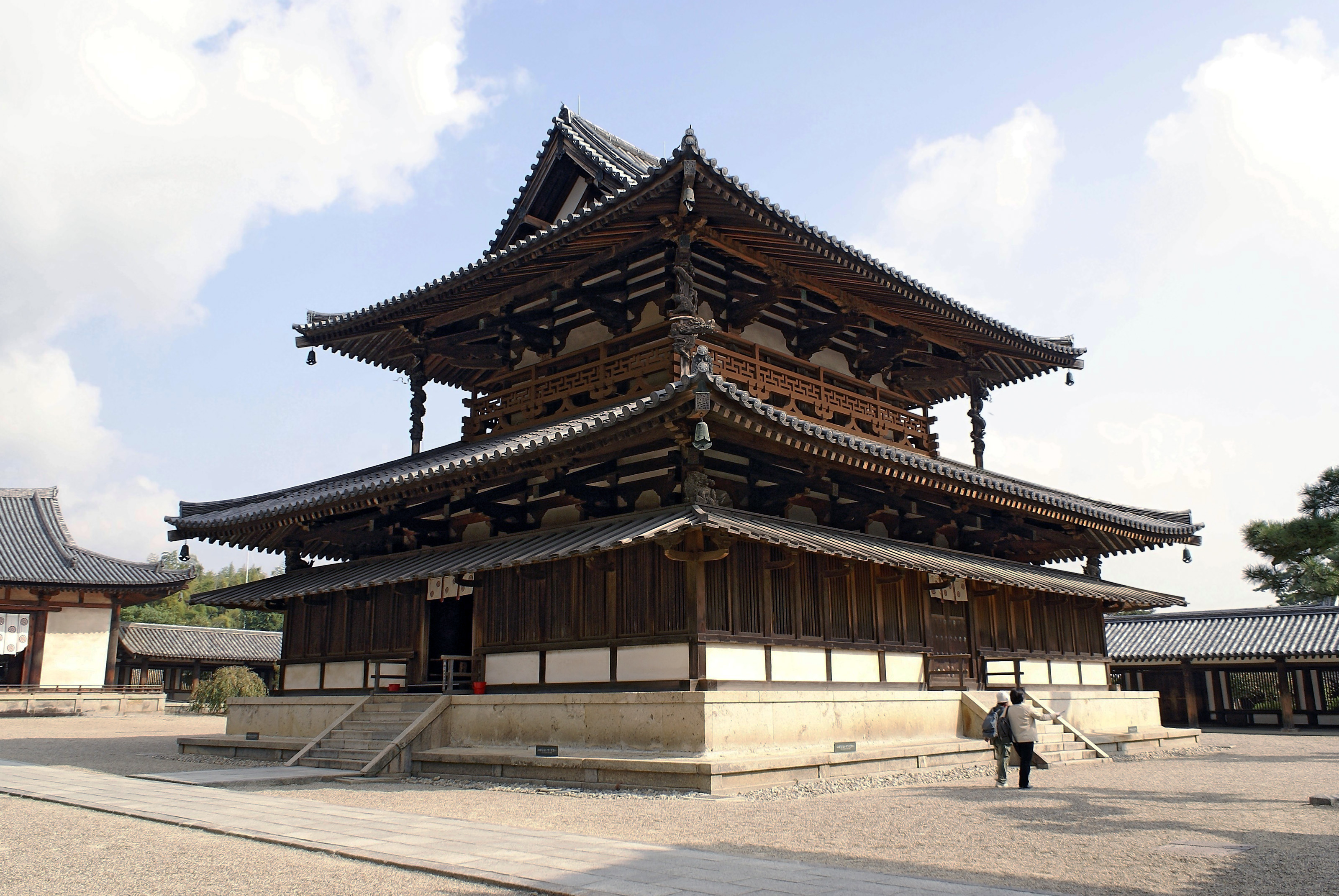
Główny pawilon kompleksu Hōryū-ji

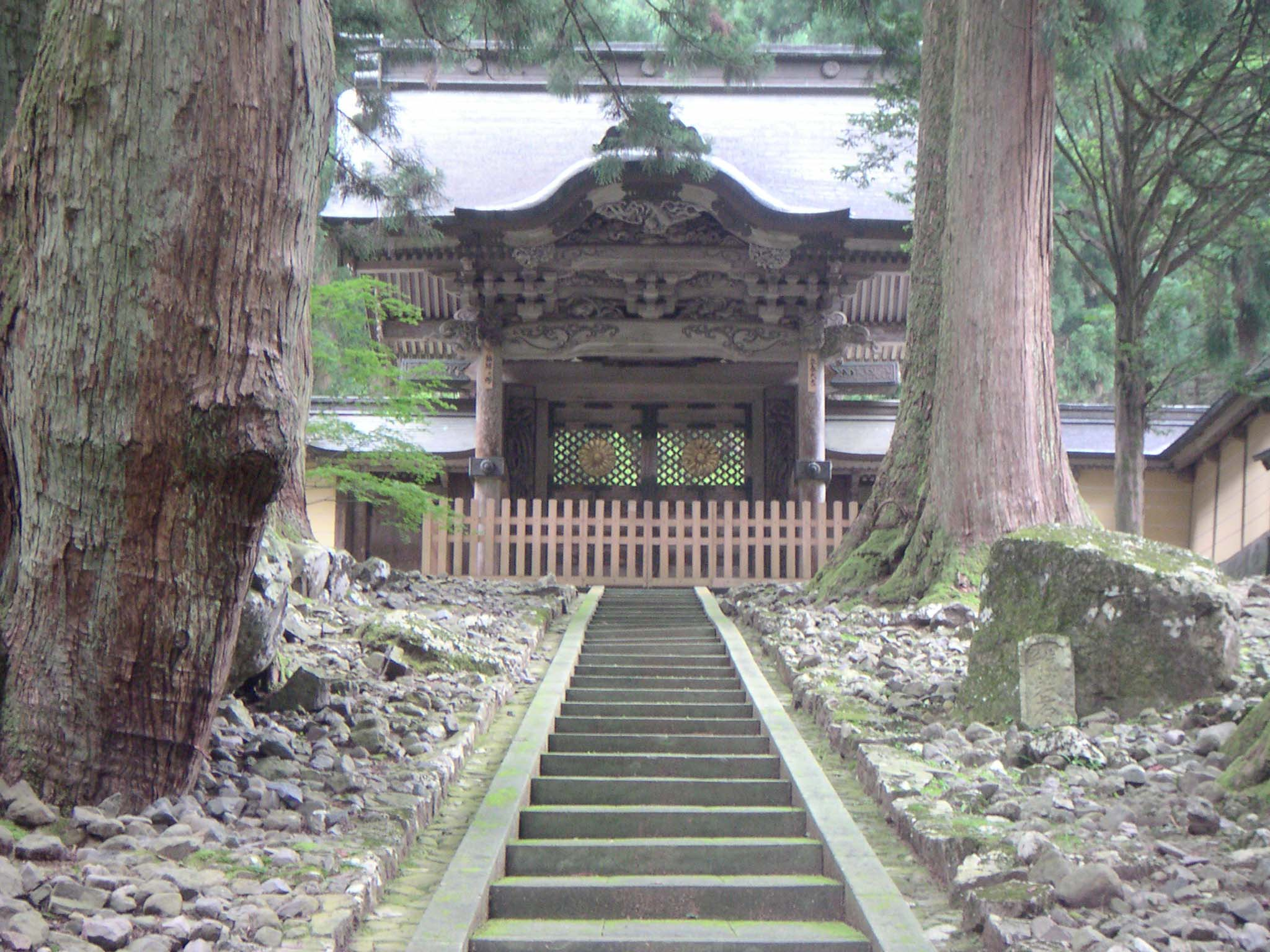
Karamon (chińska brama) – brama klasztoru Eihei

Sprzeciw ze strony możnowładców przeciwko nowej, obcej religii był jednak tak potężny, że Soga musiał spalić świątynię, którą sam wybudował.

##### OkresNara(709 – 795)
Nara była w latach 710–784 stolicą Japonii i najważniejszym ośrodkiem buddyzmu. Wzorem dla niej (jak i dla Kioto) była chińska stolica Chang’an. Buddyzm w tym okresie był ograniczony właściwie tylko do stolicy.
W 607 r. zakończono budowę klasztoru Hōryū (jap. Hōryū-ji). Po pożarze w 670 r. odbudowano go w 708 r. Dzisiaj klasztor ten uważany jest za najstarszą drewnianą budowlę na świecie.
W 623 r. w Japonii było już 46 klasztorów i świątyń, 816 mnichów i 569 mniszek.
W 635 r. zostaje wprowadzona do Japonii idealistyczna szkoła jogaczara (chiń. faxiang, jap. hossō). Jednak niektórzy uważają, iż oficjalnie dokonał tego mnich Dōshō w 660 r.
W 678 r. mnich Dōkō zakłada szkołę ritsu, japońskiego odpowiednika szkoły winaji (chiń. lü)
W 680 r. rozpoczęto budowę klasztoru Yakushi (Yakushi-ji).
W 692 r. było już w Japonii 545 świątyń i klasztorów.
W 701 r. dwór cesarski ustanowił kodeks reguł dla mnichów i mniszek buddyjskich w Japonii.
Koreański mnich Haikwan założył w 635 r. w Japonii odpowiednik szkoły madhjamika zwanej w Chinach sanlun, a w Japonii – sanron (pol. szkoła Trzech Traktatów).
W 736 r. przybył do Japonii Daoxuan Lüshi (688 – 763) i założył szkołę kegon, odpowiednik chińskiej szkoły huayan, opartej na Sutrze Awatamsace.
Jeden z największych i najbardziej znanych klasztorów, Todai (Tōdai-ji), został otwarty w 752 r. W kilka lat później Ganjin wybudował Tōshōdai-ji (759), a w 788 r. Saichō wybudował wielki klasztor Enryaku-ji.
W 805 r. Saichō założył szkołę tendai, która była odpowiednikiem chińskiej szkoły tiantai – (pol. szkoła Niebiańskiego Tarasu).
Kūkai wprowadził w 806 r. szkołę mantrajany – (jap. shingon-shū), (chiń. zhenyan), (pol. szkoła Prawdziwych Słów).
Z tych pięciu szkół buddyjskich największe wpływy zdobyły trzy: tendai, kegon i shingon. Buddyzm tego okresu był zdominowany przez buddystów koreańskich i chińskich; nawet Saichō, chociaż urodzony w Japonii, był pochodzenia chińskiego. Buddyści ci przynieśli ze sobą rytuały, ubrania, architekturę, sztukę i święte księgi. Buddyzm japoński tego okresu był właściwie wierną kopią buddyzmu chińskiego okresu Tang. Z jednym wyjątkiem – nie miał jeszcze szkoły zen (chiń. chan; kor. seon). Zanim dojrzeje do zen – upłynie kilkaset lat.
Buddyzm w Japonii od samego początku był związany z państwem i polityczno-społeczną działalnością. Klasztory musiały pewną ilość czasu poświęcać ceremoniom dla ochrony państwa i dla różnych korzyści na tym świecie. Niezmiernie ważna była więc magiczna moc rytuału i świętego tekstu. W zamian za to państwo najpierw tolerowało tę obcą religię, a z czasem zaczęło obdarzać buddyzm patronatem. Jednak to bliskie powiązanie klasztorów buddyjskich z polityką stworzyło wiele problemów i stało się w końcu przyczyną przeniesienia stolicy.
Kiedy do władzy doszedł cesarz Kammu, oddany wyznawca konfucjanizmu (bo przy okazji wprowadzania buddyzmu przyniesiono do Japonii także konfucjanizm i taoizm), aby odseparować się od potężnych szkół buddyjskich i uniknąć nadmiernej ingerencji opatów klasztornych, przeniósł stolicę w pobliże góry Hiei do Heian-kyō (czyli Kioto).
Ironia historii spowodowała, że mnisi z klasztorów wybudowanych na górze Hiei, stali się przez to wpływową siłą polityczną we wczesnych i średniowiecznych dziejach Japonii, a klasztory potężnymi instytucjami. Sytuacja ta trwała do 1571 r., gdy Nobunaga Oda, przygotowując się m.in. do wojen, pragnąc mieć swobodę działań, spalił ponad 3000 klasztorów. Zgodnie z dalekowschodnim zwyczajem dano mnichom możliwość opuszczenia klasztorów przed spaleniem. Wielu mnichów jednak postanowiło w klasztorach pozostać i zostali spaleni razem z budowlami.
Tak bliskie kontakty ze świeckim państwem spowodowały oczywistą rywalizację tych szkół buddyjskich o wpływy i patronat. Rywalizacja przerodziła się w regularną wojnę. Potężne klasztory miały swoje mnisie armie, które walczyły ze sobą i nawzajem palono świątynie i klasztory.
Trzecim centrum monastycyzmu japońskiego obok Nary i Kioto stała się Kamakura. Był to skutek zmian politycznych i społecznych w Japonii. Polityczna siła z rąk arystokratów (Fujiwara) przeszła do rąk Hōjō, samurajów Kantō, którzy ustanowili samurajskie rządy bakufu. Faktycznym władcą Japonii stał się siogun. Jego siedzibą była Kamakura. I właśnie z Kamakurą związane jest powstanie nowej japońskiej szkoły buddyjskiej – zen.

#### Klasztor japoński

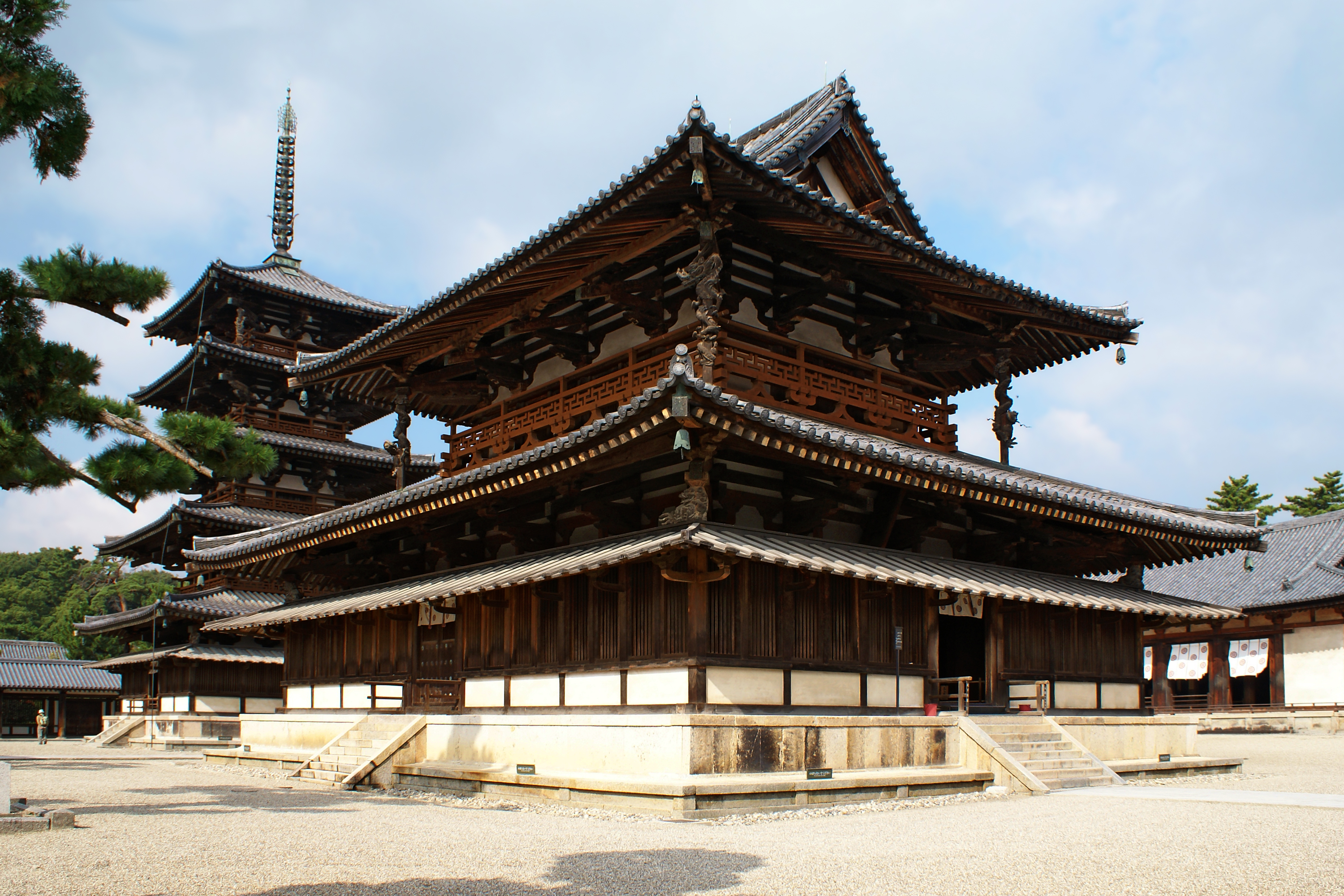
Hōryū-ji: Główny pawilon klasztoru i pięciokondygnacyjna pagoda

Wzorcem dla klasztorów japońskich były kompleksy klasztorne Korei i Chin. Posiadały więc one te same główne budynki. Główną budowlą było kondō – złoty pawilon zwany także hondō – główny pawilon. Z reguły znajdował się w niej główny obiekt kultu (posągi buddów itp.), zależny od szkoły buddyjskiej, do której klasztor należał. Jeśli obiektem kultu był budda Amida (skt. Amitabha), pawilon główny nosił nazwę Amida-dō – Pawilon Amidy. Jeśli natomiast obiektem kultu był Budda Śakjamuni, to klasztor posiadał butsuden – dom, pawilon Buddy.
Kolejnym budynkiem był pawilon zgromadzeń (lub wykładów) – kōdō. Mogła ona także zawierać obiekt kultu.
Pagoda – tō – jest rozwinięciem stupy indyjskiej, jednak wykazuje niewielkie podobieństwo do swojego pierwowzoru. Podobnie jak stupy, pagody są zasadniczo relikwiarzami, w których przechowuje się relikwie (np. włos Buddy). Przeważnie w klasztorach mamy pagody trzy- lub pięciokondygnacyjne (odpowiednio: sanjū no tō i gojū no tō). Jednak są także siedmio- i dziewięciokondygnacyjne pagody, prawdziwe majstersztyki architektoniczne, zbudowane z drewna bez użycia gwoździ. Przetrwały te budowle największe trzęsienia ziemi. Obecnie najwyższą konstrukcją jest 5-kondygnacyjna pagoda w Tō-ji w Kioto licząca 55 m wysokości. Pagoda w Hōshō-ji (Kioto) miała wysokość 83 m (9 kondygnacji). Jednak najwyższą pagodą w Japonii była ośmiokątna 7-kondygnacyjna pagoda w Shokoku-ji (także w Kioto), która mierzyła 108 m wysokości.
Pagoda jest elementem klasztoru, który najbardziej różni się od koreańskiego lub chińskiego wzorca. Pagody chińskie były przeważnie murowane, kamienne, rzadziej drewniane i zdecydowanie mniej wyrafinowane pod względem architektonicznym.
Klasztor przeważnie miał jedną główną bramę mon, przeważnie typu sanmon – trójbramę oraz kilka bram dodatkowych oraz wieżę dzwonu.
Najstarszą drewnianą budowlą na świecie jest klasztor Hōryū-ji. Cały kompleks składa się z 41 niezależnych budowli (pawilonów), z których najważniejsze to kondō w stylu chińskim i pięciokondygnacyjna pagoda. Kondō, jak każdy większy budynek drewniany ma konstrukcję słupowo-belkową.

##### Tōdai-ji

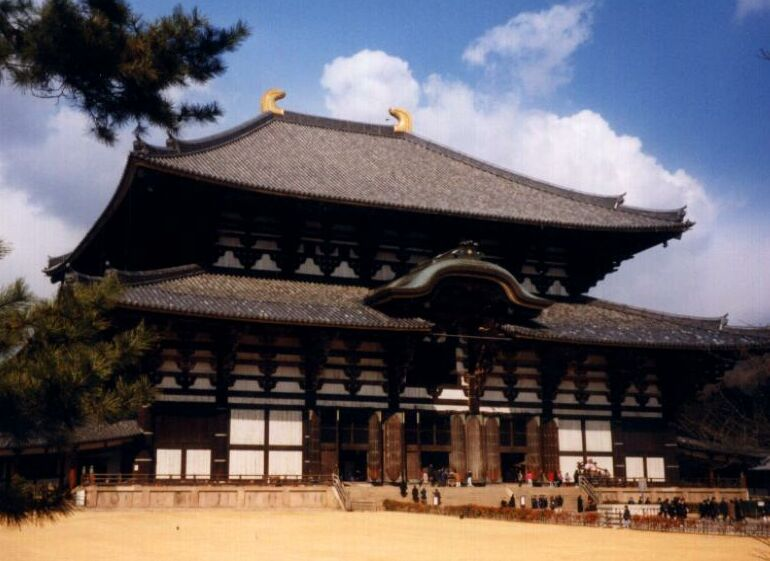
Tōdai-ji – Pawilon Wielkiego Buddy (Daibutsu-den); największy drewniany budynek na świecie

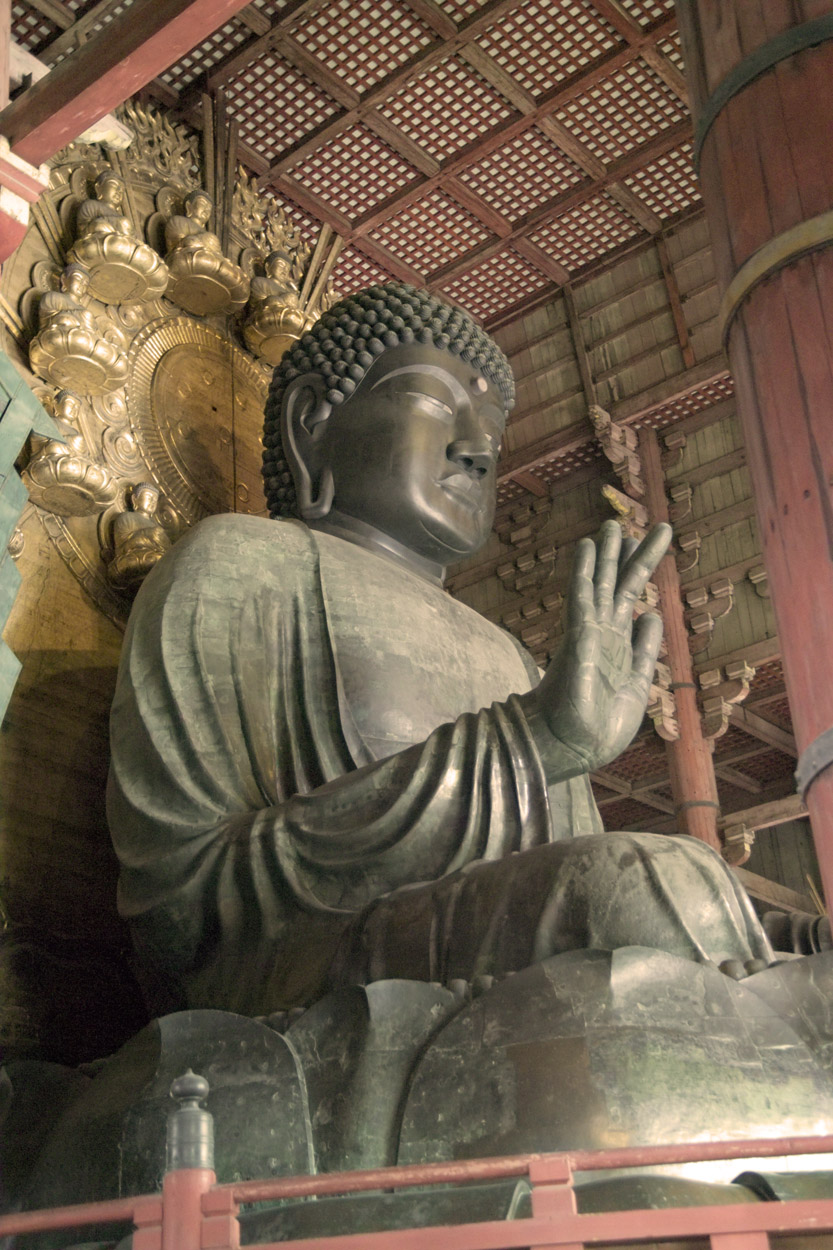
Wielki Budda Birushana (Wajroczana) z klasztoru Tōdai

Jest to olbrzymi kompleks klasztorny szkoły kegon (chin. huayan; kor. hwaeom chong).
Główne wejście do klasztoru prowadzi przez nandaimon – wielką bramę południową. Pomiędzy nią a chūmon – bramą wewnętrzną – znajdowały się kiedyś dwie 7-kondygnacyjne pagody na wschodzie i zachodzie, każda 100-metrowej wysokości. Przechodząc przez chūmon, dochodzi się do hondō (głównego pawilonu), zwanego tu Daibutsu-den – domem wielkiego buddy. Jest to największy na świecie drewniany budynek, mimo że po rekonstrukcji w 1709 r. został zmniejszony o 1/3. Jego wysokość sięga 48 m, długość 57 m, a szerokość 50 m. Wewnątrz znajduje się główny obiekt kultu szkoły kegon – daibutsu (wielki budda) Dainichi Nyorai (skt. Vairocana). Jest to największy posąg z brązu na świecie; ma 15 m wysokości. Sama głowa zrekonstruowana w 1695 r. ma 5,3 m wysokości (dziwne proporcje rzeźby wynikają z tego, iż siedzi on w pozycji medytacyjnej). Sam korpus ciała po zniszczeniach został zrekonstruowany w 1185 roku. Przebudowana i pomniejszona główna hala pod żadnym względem nie dorównuje oryginalnej hali; brak jej stylistycznej jedności, świetnych proporcji i wyrafinowania poprzedniczki.
Na osi północnej klasztoru, czyli za Daibutsu-den, znajduje się kōdō – sala wykładów i zgromadzeń. Na jej flankach stoją: wieża dzwonu i biblioteka. Z trzech stron hala ta jest otoczona przez kwatery mnichów. Korytarz łączy je z refektarzem.
W 754 r. wybudowano Kaidan-in – pawilon ordynacyjny mnichów. Na jego ołtarzu znajdują się gliniane posągi shitennō – czterech niebiańskich królów, obrońców buddyzmu. Konstrukcja obecnego pawilonu pochodzi z 1731 r.
Ważną budowlą, bo pochodzi ona z 798 r., jest Hokke-dō – Pawilon Lotosu. To w nim śpiewa się Sutrę Lotosu. Głównym obiektem kultu jest tu Fukūkensaku Kannon (skt. Amoghapāśāvalokiteśvara; Ta która łowi wędką ludzi i przenosi ich na brzeg oświecenia) z 746 r.
Innym obiektem, który przetrwał z pierwszego okresu klasztoru jest Tegaimon – brama przy zachodnim murze klasztoru.
Większość budynków kompleksu pochodzi z 1180 r., gdy klasztor odbudowano po zniszczeniach w stylu południowej chińskiej dynastii Song. Styl ten nazwano daibutsu-yō – stylem wielkiego Buddy lub tenjiku-yō – stylem indyjskim. Szczególnie dobrym jego przykładem jest nandaimon z potężnymi figurami obrońców wiary Niō – dwóch królów.
Po wielkich zniszczeniach klasztoru w 1567 r. został on odbudowany przy pomocy siogunatu Tokugawy.

#### Klasztory zen
Pierwszą osobą z Japonii, która (według wiarygodnych źródeł) miała kontakt z chińskim chanem i przewiozła jego idee do kraju, był mnich Dōshō (628 – 670). Praktykował chan u mistrza Songyuego Hui’ana, ucznia Drugiego Patriarchy chan Huikego i przyjaciela Czwartego Patriarchy Daoxina. Po powrocie do Japonii przebywał w klasztorze Gangō-ji w Narze, gdzie prowadził pierwszą w Japonii halę medytacyjną. Nie udało mu się jednak ustanowić linii przekazu Dharmy.
W ciągu następnych 300 lat co najmniej kilku mnichów (np. Daoxuan i Yikong) próbowało wprowadzać chan do Japonii, ale bez żadnego rezultatu. Potężne szkoły kegon i shingon praktycznie zmonopolizowały buddyzm w Japonii.
- Szkoła Darumy

Starszy nieco od Eisai’a Myōana Dainichi Nōnin (zm. 1194?, jego imię pojawia się też w literaturze jako Dainichibō) czytał bardzo dużo buddyjskich tekstów i dowiedział się z nich o praktyce chan. Samorzutnie zaczął praktykę zen i osiągnął oświecenie. Wybudował klasztor Sambō, który wobec tego może należy traktować jako pierwszy klasztor zen, chociaż oficjalnie za taki uchodzi Shofuku. Znajdował się on w Settsu, miejscu, które należało do klasztoru szkoły tendai z góry Hiei. Praktykowano tam zen zbliżony do praktyk tendai, a więc związany raczej z północną szkołą stopniowego oświecenia niż z chanem Dahui Zonggao. Symptomatyczne, że po śmierci mistrza jego uczniowie przenieśli się do Dōgena, a nie do Eisaia Myōana.
- Eisai Myōan (1141–1215).

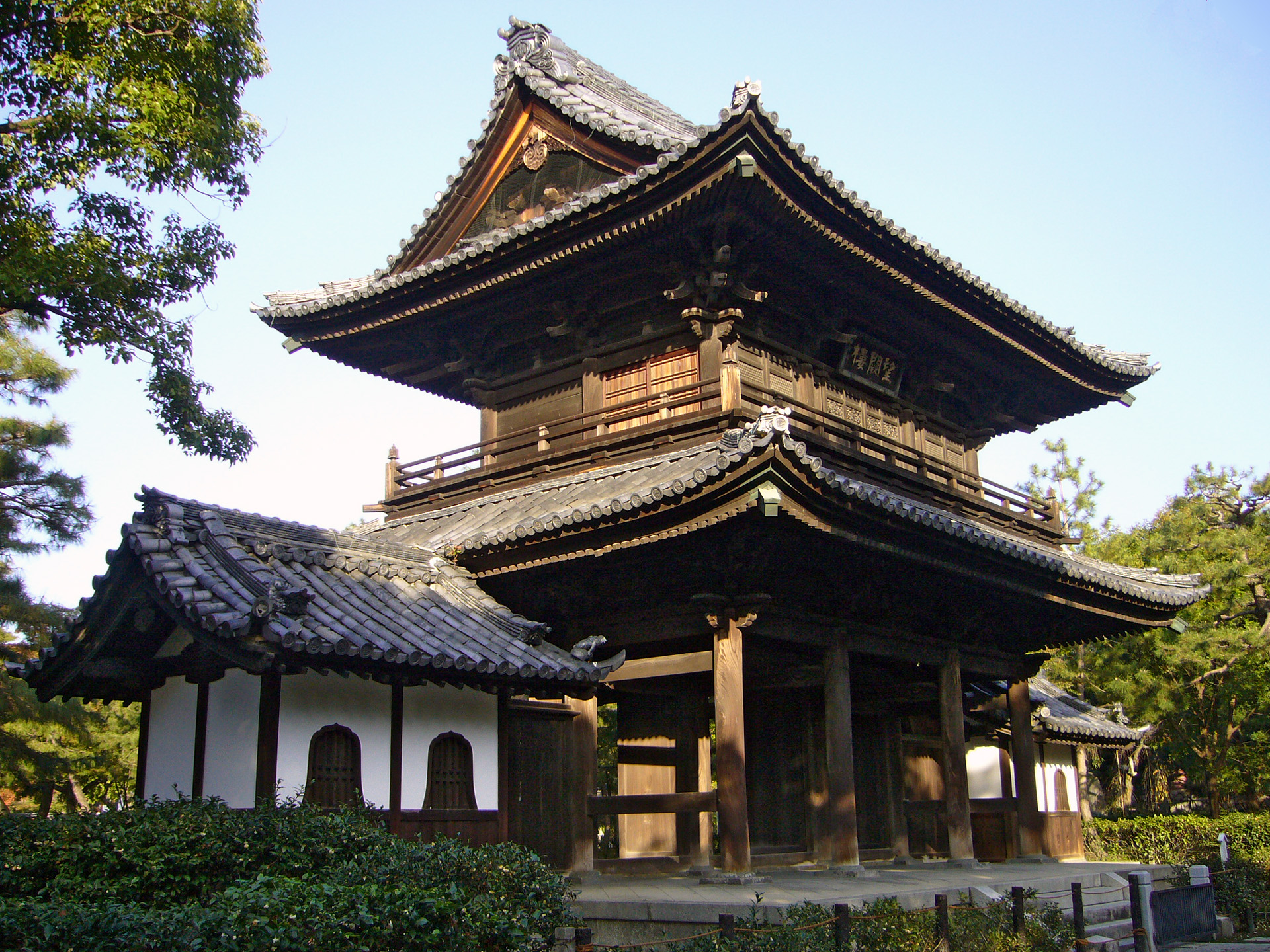
Klasztor Kennin w Kioto

Od niego zaczyna się właściwa historia zen i klasztorów zen w Japonii. W 1168 r. udał się po raz pierwszy do Chin, aby studiować nauki szkoły tiantai. Jednak na miejscu okazało się, że całe południe Chin, od rzeki Yangze, jest opanowane przez chan. Nawet niegdysiejsze główne klasztory tiantai, a wśród nich klasztor Ayuwang (Aśoki), są już regularnymi klasztorami chan. Ponieważ jego pobyt trwał tylko pół roku, nie rozpoczął praktyki chan. Dopiero 18 lat po pierwszej wizycie udało mu się (w 1187 r.) pojechać powtórnie do Chin. Rozpoczął trzyletnią, zakończoną sukcesem praktykę chan u mistrza Xuana Huaichanga. Otrzymał wtedy imię Myōan.
Po powrocie do Japonii wybudował świątynię Hōon w prowincji Chikuzen. W tej świątyni odbyły się pierwsze w Japonii ordynacje mnichów w czystej linii zen. Jednak, co ciekawe, Eisai wcale nie pragnął, aby zen w Japonii był oddzielną szkołą. Praktyka zen w stylu szkoły huanglong (odgałęzienia szkoły linji) miała być włączona do praktyk szkoły tiantai . Ponieważ zabroniono mu propagowania zen, udał się do Kamakury i tam, zwłaszcza po opublikowaniu pracy Propagowanie zen jako obrońcy narodu, spotkał się ze zrozumieniem samurajów. Siogun Yori’ie Minamoto wybudował w 1202 r. klasztor Kennin w Kioto i podarował go Eisaiowi. Klasztor był jednak związany ze szkołą tendai. W 1206 r. Eisai nadzorował pracami przy rekonstrukcji Tōdai-ji. Był niewątpliwie utalentowanym budowniczym – nadzorował pracami rekonstrukcyjnymi w Chinach i do Japonii przywiózł dogłębną znajomość technik budowlanych Chin epoki Song. Wybudował w Japonii trzy klasztory zen: w 1195 r. Shōfuku (Hakata), w 1200 r. Jufuku (Kamakura) i Kennin (Kioto). Dokonał także restauracji 9-kondygnacyjnej pagody(kuju no to) w Hosshō-ji.
Nowym elementem klasztorów zen były pawilony medytacji – zen-in lub zen-dō. W Kennin-ji zgodzono się na nie pod warunkiem, że obok nich zbudowane zostaną świątynie honorujące szkoły tendai i shingon. Większość klasztorów zen posiadała także dwie główne bramy wejściowe: zewnętrzną somon i wewnętrzną trójbramę sanmon.
Ponieważ zen w czasach siogunów Ashikaga odgrywał coraz większą rolę, Yoshimitsu Ashikaga stworzył w 1386 r. szczególny system odgórnej organizacji klasztorów zen zwany gozan – pięć klasztorów lub czasem szerzej gozan no jissetsu – pięć klasztorów (gór), dziesięć świątyń. System ten był wzorowany na chińskim wushan, ale miał bardziej restrykcyjny charakter, chodziło w nim także o podporządkowanie klasztorów władzy. Listy tych pięciu głównych klasztorów szkoły rinzai zmieniały się, ale pierwszy zestaw jeszcze z okresu Kamakury i stworzony przez mistrza zen Musō Kokushiego wyglądał następująco: Kenchō-ji, Engaku-ji, Jufuku-ji, Jōmyō-ji i Jōchi-ji (wszystkie w Kamakurze). Po przeniesieniu się władzy do Kioto stworzono nową listę z Kioto i Kamakury: Nanzen-ji (Kioto), Tōfuku-ji (Kioto), Kennin-ji (Kioto), Kenchō-ji (Kamakura) i były główny klasztor ruchu zen Engaku-ji (Kamakura) na ostatnim miejscu. Listy zmieniały się, ale klasztory Kamakury były zawsze podrzędne do klasztorów Kioto. Jednak oprócz tego podziału istniał jeszcze drugi – na klasztory sōrin (chiń. conglin), czyli miejskie i rinka (lub ringe) (chin. linxia) – wiejskie, niewchodzące do systemu gozan. Do tych ostatnich należały klasztory linii Daitoku, Myōshin i Genjū oraz głównie klasztory szkoły sōtō.

### Tybet

#### Rozwój indyjskiego wzoru

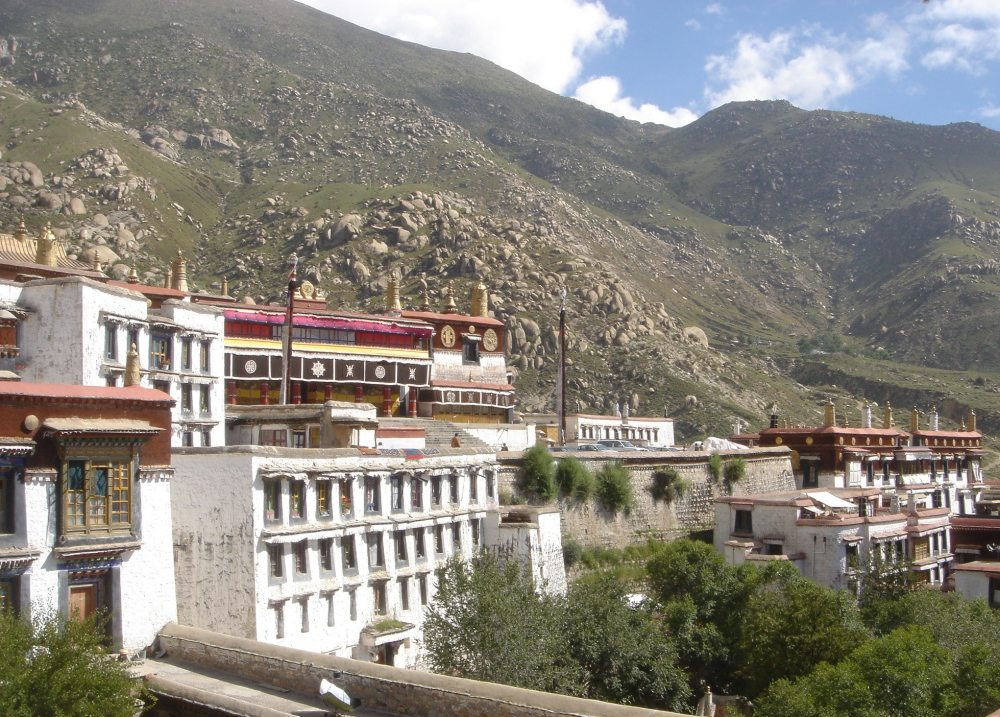
Klasztor tybetański Drepung

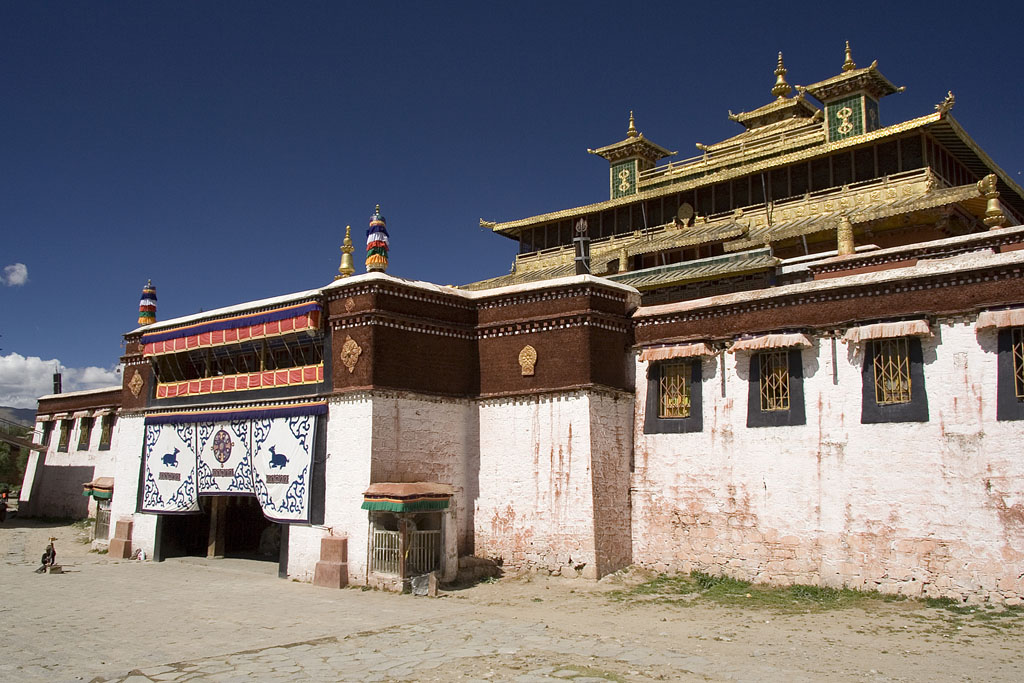
Klasztor Samje

Pierwszy tybetański klasztor buddyjski (Samje) powstał dopiero w 749 roku z inicjatywy króla Trisong Decena i indyjskiego mnicha Śāntarakṣita (Wylie: zhi ba tsho), choć najstarszą świątynią buddyzmu tybetańskiego był Dżokhang już za panowania króla Songcen Gampo w latach 609/614 – 649. Przekaz monastyczny miał źródła z Indii z wczesnych szkół buddyzmu bazujących na „Sutrze o indywidualnym wyzwoleniu” i „Sutrze pratimokszy”, czterech zbiorach winai, „Mahawibhaszy” szkoły wajbhaszika i z sautrantiki. Dotarł on za sprawą Chokro Lui Gyaltsen oraz Śakjasena, którzy studiowali w Tybecie z dwoma wielkimi indyjskimi mistrzami przekazu winai, Danaśilą i Jinamitrą. Klasztor Samje był wzorowany na Odantapurze w Biharze.
Na skutek tragicznych wydarzeń upadku imperium tybetańskiego, oraz ze względu na nowe indyjskie nurty tantryczne, buddyzm został ponownie wprowadzany do Tybetu od okresu dwieście lat później poprzez tzw. „nowożytne przekazy” sarma. W roku 1204 tybetański tłumacz Tropu Lotsała (Khro-phu Lo-tsa-ba Byams-pa dpal) zaprosił do Tybetu indyjskiego mistrza Shakyashribhadra, ostatniego dzierżawcy tronu sławnego instytutu monastycznego w Nalandzie tuż przed inwazją muzułmańskich Turków, który w towarzystwie swoich mnichów przekazał ponownie ordynację mnisią winai mula-sarwastiwady Tybetańczykom w ramach szkoły sakja. Odrodzenie buddyzmu miało na celu stworzenie stabilnej bazy dla monastycyzmu i jednolitego kodeksu dla wszystkich aktualnie obowiązujących nurtów buddyjskich z sutry i tantry. Wybudowano kilkadziesiąt nowych klasztorów, które stały się skupiskami już wysoce wykształconych mnichów i nastąpił bujny okres rozkwitu życia religijnego, np. klasztor Sakja. Klasztory powstawały również w miejscach budowli przeznaczonych pierwotnie do innego celu, np. z zamku dynastii Jarlung, dawnej siedziby władców Tybetu zamienionej na klasztor Jumbulagang.
Stałe elementy, które występują w klasztorach Indii, znalazły się także w klasztorach tybetańskich, a więc wejściowy portyk (tyb. go-ling lub go-khang), sala (budynek) zgromadzeń (tyb. du-khang) i rejon sanctum (tyb. dri-cang-khang). We wczesnych klasztorach znajdowało się jeszcze miejsce do spacerowania (tyb. kor-lam), które zniknęło z architektury klasztoru po XV wieku.
Monastyczna architektura tybetańskich klasztorów osiągnęła swoją dojrzałość po porzuceniu indyjskiego prototypu klasztoru i dostosowaniu budowy i wystroju do potrzeb i gustów Tybetańczyków. Dodano wtedy rabsel – miejsce do siedzenia dla starszych mnichów z oknem, świetliki (mthongs, czasami w formie balustrady seng g.yab) oraz zewnętrzne pokoje służebne i budynki dołączone do sal klasztornych.
Klasztory były przystosowane do obsługi religijnych potrzeb pielgrzymów, którzy mogli wykonywać tu okrążanie miejsc sanctum (tyb. skor-ra), wykonywać pokłony (tyb. phyag-'tshal), modlić się oraz czynić ofiarowania indywidualnym świątyniom czy też bóstwom. Mogli również konsultować się w sali zgromadzeń z poszczególnymi mnichami i lamami, słuchać nauk i być świadkiem wykonywanych przez mnichów rytuałów.
Społeczne i polityczne znaczenie klasztorów rosło nieustanie i w XIV w., po rewitalizacji buddyzmu dokonanej przez Congkhapę. Tybet stał się państwem teokratycznym podczas rządów Dalajlamy V Ngałang Lobsang Gjaco (Wylie. ngag-dbang blo-bzang rgya-mtsho; 1617–1682 r). Główny nurt życia zakonnego skupiał się w wielkich centrach monastycznych, które mogły pomieścić nawet ponad 8000 mnichów, np. Drepung i Taszilunpo. Tybet poszedł drogą buddyzmu indyjskiego. Wielkie klasztory przypominały małe miasta z ulicami pomiędzy celami mnichów na dwóch czy trzech kondygnacjach. Owe ulice dochodzą do dziedzińców, na których znajdują się kaplice lub świątynie. Są także specjalne domy przeznaczone do nauczania, gdyż klasztory służą jako buddyjskie uczelnie, jednak tylko dla mnichów (w Bhutanie kształcą się w klasztorach również ludzie świeccy). Klasztory aspirowały do bycia kopiami już nieistniejących centrów monastycznych indyjskich i bengalskich, takich jak Nalanda, Vikramaśīla czy Odāntapura. Klasztor Drepung był wzorowany z kolei na klasztorze Śrī Dhānyataka w Kalindze, związanym z tradycją tantryczną kalaczakry. Klasztor Guru Ch’owan (przy granicy z Bhutanem) wzorował się na Nalandzie. Na Vikramaśīli wzorowany był klasztor Ramocze. Inne klasztory budowane w rozmaitych częściach Tybetu i wokół Lhasy po Samje i Ramocze (Wylie: Ra-mo-che Dgon-pa) naśladowały już rodzime repliki indyjskich prototypów.
W zachodnim Tybecie w regionie Ladakhu, pomimo iż stosowano ów wzór indyjski, doszło do adaptacji prowincjonalnych indyjskich stylów architektonicznych i wpływów Kaszmiru. Powstała hybryda łącząca indyjski styl architektoniczny z kaszmirskimi dekoracyjnymi elementami i tybetańską techniką budowlaną. Ponieważ Tybet jest pozbawiony drzew, klasztory są budowane głównie z kamieni lub suszonych na słońcu cegieł. Większość ma płaskie dachy. W klasztorach-świątyniach parter jest pozbawiony okien i z reguły przeznaczony na magazyn. Po schodach wychodzi się na piętro do części świątynnej. W sąsiadującym z Tybetem królestwie Bhutanu klasztory budowano na wzór mniejszych rozmiarami budowli tybetańskich, choć zdobiono je również charakterystycznymi narodowymi detalami bhutańskimi i sztuką sakralną bhutańskich odmian buddyzmu tybetańskiego, np. Gangteng z bhutańskiej tradycji Peling oraz Chagri i Paro Dzong (Wylie: spa ro rdzong) z bhutańskiej tradycji Drukpa Kagju. Nie sposób również pominąć tybetańskich wpływów religii bön, która znacząco wpływała na wszystkie nurty buddyzmu tybetańskiego od samego jego początku, aż po czasy współczesne.

#### Miejsce i architektura

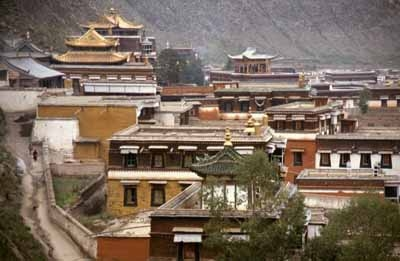
Klasztor Labrang

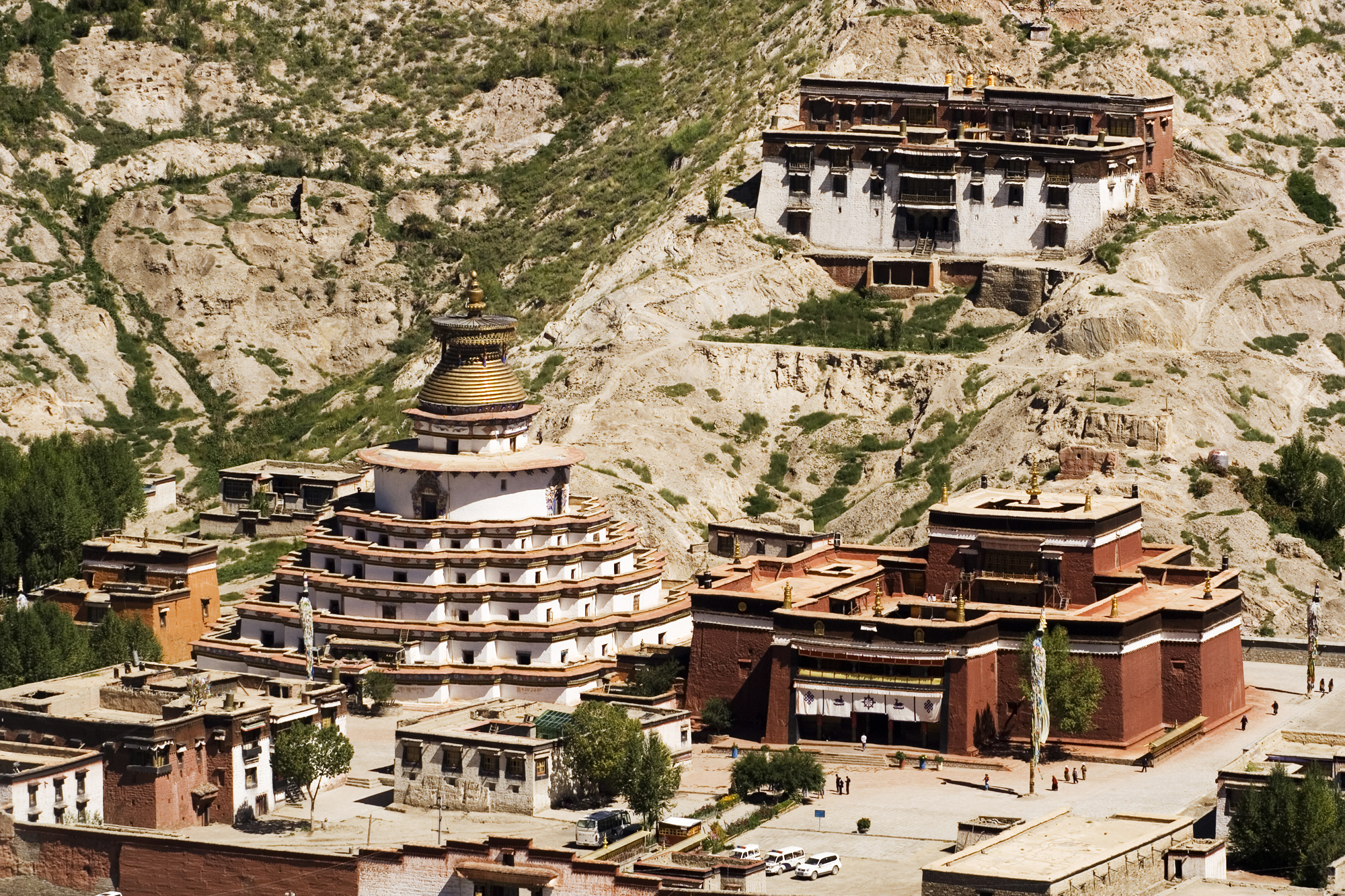
Klasztor Palkor Czade

Klasztory tybetańskie ze względu na specyficzne środowisko geograficzne kraju, są z reguły niezwykle odseparowane i znajdują się wręcz na skalistych pustyniach. To wyizolowanie niewątpliwie pomagało mnichom w praktyce. Część klasztorów, zwłaszcza szkoły kagyu nazywana były wręcz jaskiniami, chociaż stanowiły one tylko mały fragment klasztoru.
Za najlepsze miejsce na wybudowanie klasztoru uważano długi grzbiet wzniesienia. Starano się także, aby przed frontem klasztoru znajdowało się jezioro, nawet oddalone o kilka kilometrów. Znalazło to także wyraz literacki:
Tyłem do skalistego wzgórza,
Przodem do jeziora.
Wejście do domu zgromadzeń powinno znajdować się na wschodzie. Jeśli to niemożliwe, następnym kierunkiem jest południowy wschód, a kolejnym – południe. Strumień był uważany ze rzecz negatywną i z jego powodu wejście mogło znajdować w innych kierunkach świata. Z kolei wodospad był uważany za dobrą zapowiedź i wtedy główne wejście budowano od jego strony.
Konstrukcja klasztorów oparta była na drewnianych belkach. W wewnętrznych kaplicach najchętniej używano drewna jałowca (Juniperus tibetica). Większość elementów konstrukcji klasztoru wykonywano z topoli (Populus sp.). Ściany wykonywano przeważnie murując je z gruzu i używając niewiążącej błotnej zaprawy murarskiej. Wyższe piętra budowano często z suszonych na słońcu cegieł. Poza samą Lhasą ściany ogólnie budowano z materiału ziemnego.
Podstawowy moduł składał się z filaru i belki. Średnia odległość między filarami w Lhasie wynosi 2,2 metra. Tybetańczycy określali wielkość sali liczbą filarów lub modułów filarowo-belkowych. Moduł filarowo-belkowy zawiera także dwa wsporniki – mniejszy be lo, który podpiera większy – shu (dosłownie łuk). Czasem są one traktowane jako głowice filaru. Wzory wsporników były różne i mogą być wskaźnikiem okresu budowy. Wnętrze sali zgromadzeń jest rozjaśniane poprzez świetliki z dodatkową pomocą podwyższonych filarów (tyb. byar-ka).
Dachy budynków klasztornych są płaskie i konstruowane z warstw szkieletu z użyciem otoczaków i błota. Są często wodoodporne dzięki wykorzystaniu techniki i materiałów zwanych arga – ubitej oczyszczonej ziemi z dużą zawartością wapna.
Zewnętrzne ściany są budowane z kamieni, natomiast ściany z błota są jeszcze dodatkowo tynkowane. Ściany wewnętrzne są także tynkowane i dodatkowo szlifowane, aby były gładkie. Murale wykonywane są na ścianach błotnych pokrytych wapnem. Do 1959 roku wysokiej jakości barwniki uzyskiwano ze sproszkowanych półszlachetnych kamieni zmieszanych z klejem pochodzenia zwierzęcego.